# Histoire du pays du Velin
L'histoire du pays du Velin, plaine du Bas Dauphiné située sur la rive gauche du Rhône, est marquée par la proximité de la métropole lyonnaise avec laquelle il a entretenu des relations changeantes au cours des siècles. C'est par elle qu'il a été intégré dans le monde gallo-romain et dans la chrétienté. Ce voisinage explique les convoitises qui ont opposé les Dauphins à la maison de Savoie au Moyen Âge pour sa possession.
Après cinq siècles de relégation, depuis la Révolution industrielle au XIXe siècle, son territoire a été annexé par la métropole lyonnaise à laquelle il offrait les plus larges possibilités de développement. Hautement urbanisé et industrialisé depuis le XIXe siècle, l'espace naturel a progressivement été remplacé, et l'identité quasiment effacée.

## Géographie

### Un territoire bien circonscrit
Le pays du Velin a la forme d'un carré d'une vingtaine de kilomètres de côté. Il est nettement délimité au nord et à l'ouest par le coude du Rhône à l'amont et à l'aval de Lyon et par deux de ses affluents de rive gauche : à l'est le cours inférieur orienté sud-nord de la Bourbre a sa confluence avec le fleuve peu avant celle de l'Ain ; au sud, le modeste ruisseau de l'Ozon s'écoule d'est en ouest et se jette dans le Rhône sur la commune de Sérézin-du-Rhône.
Cette petite plaine d'environ 400 km2 se présente comme un plan légèrement incliné d'est en ouest d'une centaine de mètres entre environ 270 et 170 mètres d'altitude. Le contraste est très net entre ce compartiment déprimé et les territoires encadrants.
Au nord, la costière de la Dombes présente son rempart uniforme de plus d'une centaine de mètres de hauteur au-delà du Rhône ; à l'est, au-dessus de ses falaises, le plateau calcaire de l'Isle-Crémieu culmine à plus de 400 mètres. Au sud les Terres Froides du Dauphiné alignent leurs lanières d'est en ouest entre 400 et 700 mètres. Si l'on ajoute qu'à l'ouest le plateau lyonnais est le dernier élément du Massif Central au pied des monts du Lyonnais, on en conclura que seul le Velin offrait des conditions idéales pour l'extension d'une grande agglomération.

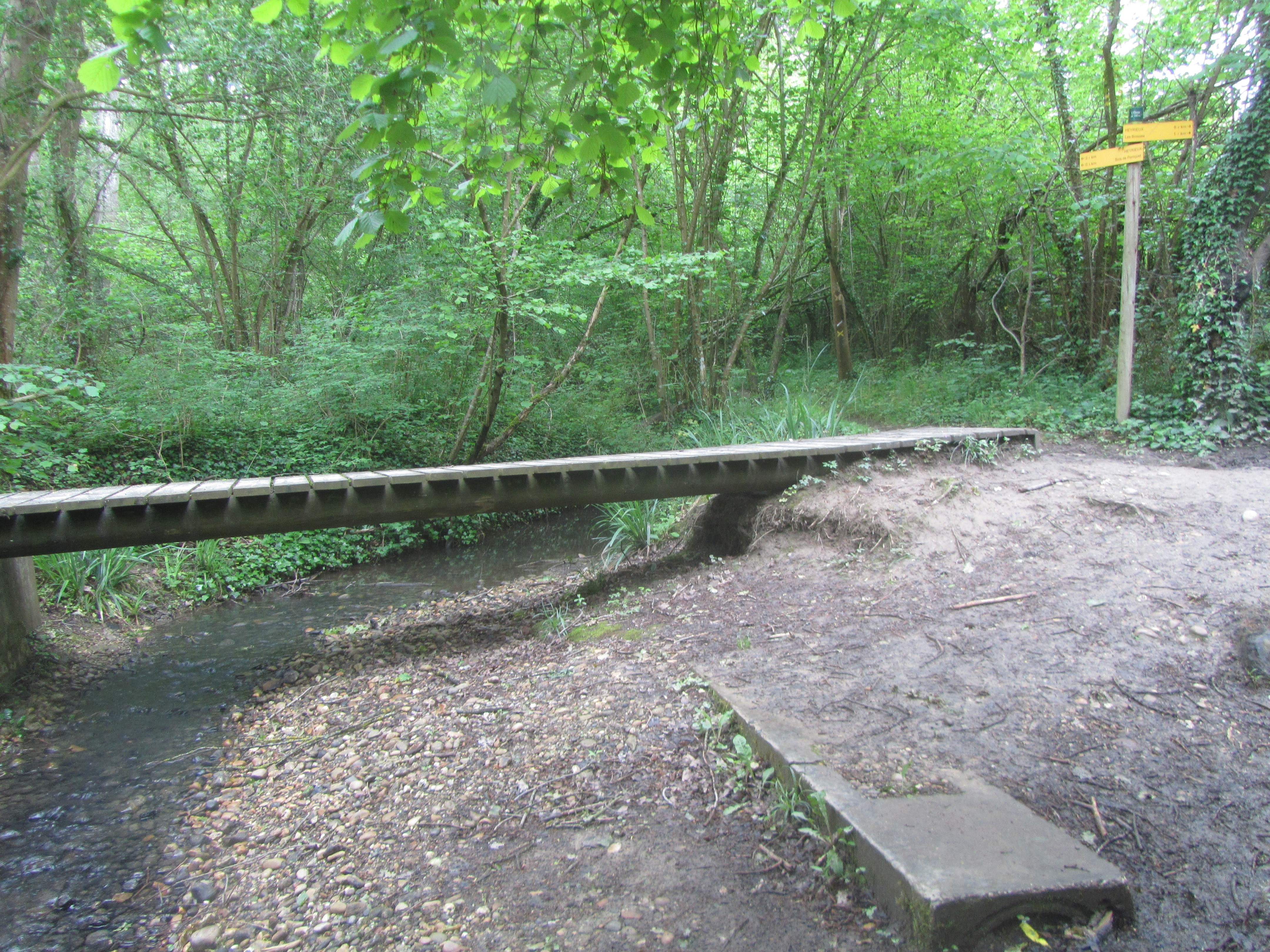
Passerelle aux sources de l'Ozon
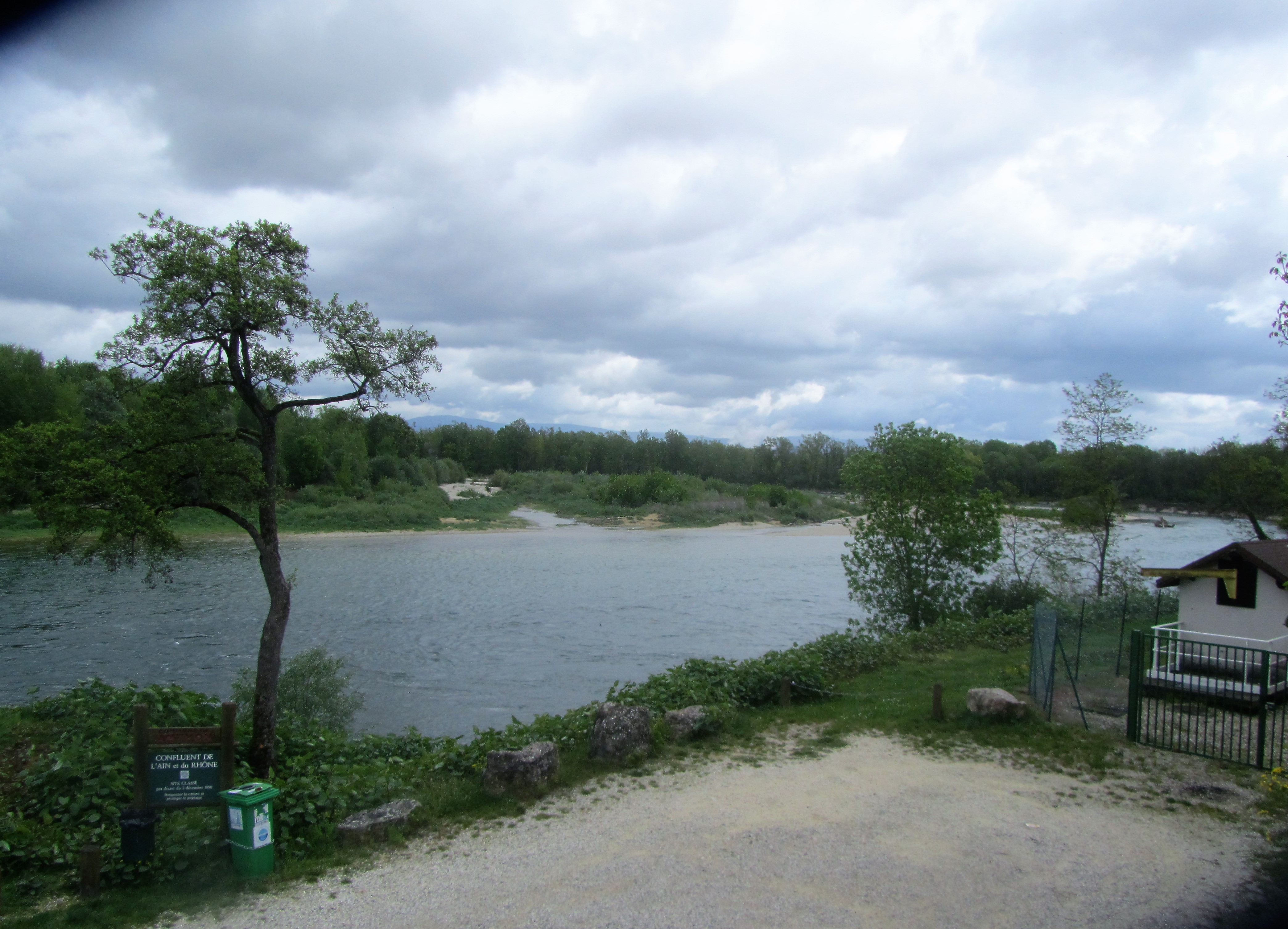
Confluent du Rhône et de l'Ain

### Un modelé façonné par la glaciation würmienne
L'uniformité du relief de la plaine est rompue par la présence d'alignements de plusieurs dizaines de mètres de hauteur qui divergent depuis le rebord oriental à la manière des rayons d'une roue. À la courte butte de Pusignan, orientée vers le nord, succède celle qui s'étire de la commune de Genas jusqu'au Mollard de Décines, élargie sur la gauche en direction de Chassieu. Puis vient un alignement central orienté franchement nord-ouest, longuement étiré de Grenay jusqu'à Bron sur une vingtaine de kilomètres. La série se termine, plein ouest, par les courtes buttes de Mions et de Chandieu, cette dernière culminant exceptionnellement à plus de 350 mètres. Seule fait exception à cette disposition en rayons divergents la masse compacte triangulaire qui domine directement le cours du Rhône par le talus des "Balmes viennoises", de Saint-Fons au nord à Solaize au sud et dont la pointe s'étend à l'est vers Corbas et Vénissieux.
Cette trame topographique est la résultante d'une même histoire géologique. Le substratum est constitué, comme l'ensemble de l'avant-pays au pied des Alpes, par des couches sédimentaires de molasse, mélange de sable et de grès de faible résistance provenant de l'érosion de la chaîne alpine au Miocène (milieu de l'ère tertiaire). On n'en soupçonne guère l'existence car cette molasse n'est visible que très localement. La surface du Velin a été, en effet, modelée par les deux dernières glaciations dites respectivement Riss et Würm par analogie avec les secteurs de la Bavière où elles ont été identifiées pour la première fois. La première s'est avancée au-delà de la colline de Fourvière sur le plateau lyonnais. En se retirant, ce glacier a abandonné les matériaux morainiques qu'il broyait sur son fond ou qu'il charriait sur sa surface (cette dernière est la moraine dite "d'ablation" - après fusion de la glace). C'est ce matelas d'éléments hétérogènes allant du sable à des blocs rocheux en passant par tous les calibres de cailloux qui recouvrait uniformément la surface du Velin avant la glaciation würmienne, responsable d'importantes retouches. C'est d'abord elle qui a déterminé la limite orientale du Velin. En effet, la large dépression marécageuse dans laquelle s'est fixé après la fusion des glaces le cours de la Bourbre correspond au creux (on dit "ombilic") dans lequel s'est logée la langue terminale du glacier. La progression de celui-ci a été stoppée par les matériaux qu'il poussait devant lui : les minces bourrelets plus ou moins arqués qui figurent sur la carte constituent sa moraine frontale. Le témoignage de la puissance de transport du glacier est attesté par les blocs erratiques qui sont la grande curiosité de la commune de Grenay, curiosité avec laquelle les Lyonnais sont familiarisés par le fameux" Gros caillou" de la Croix Rousse. La fusion de cette énorme masse s'est traduite par un puissant fleuve dont les eaux chargées de galets ont été canalisées en plusieurs bras qui forment les larges couloirs plats de la plaine actuelle. Entre eux la moraine rissienne a été conservée mais calibrée selon les alignements divergents que nous avons comparés aux rayons d'une roue. Dernière retouche : leur surface est saupoudrée de ces fines particules de lœss transportés par les vents froids générés par les basses températures en surface du glacier pendant sa phase de progression.

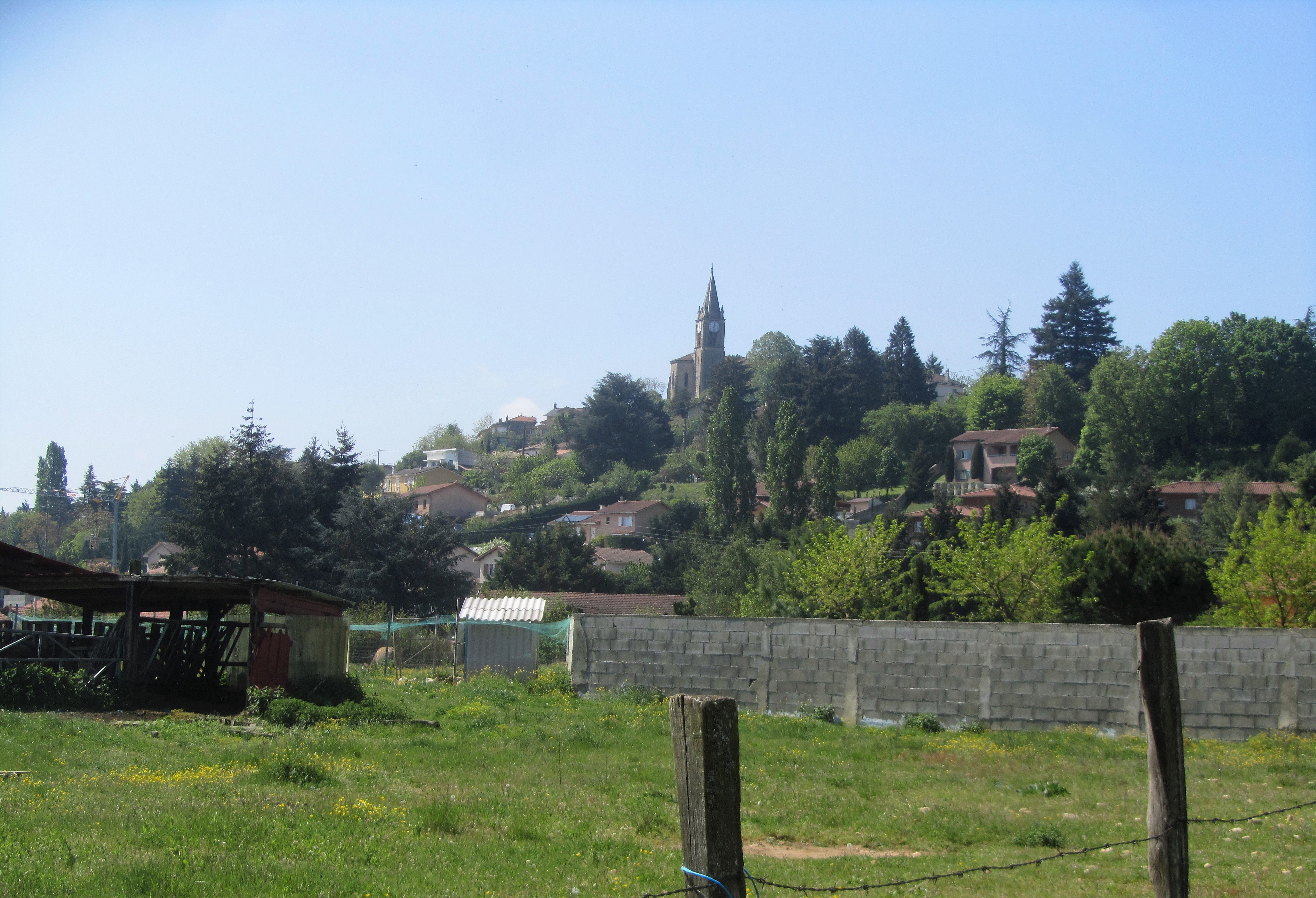
Le village de Grenay est perché sur la moraine frontale du glacier würmien
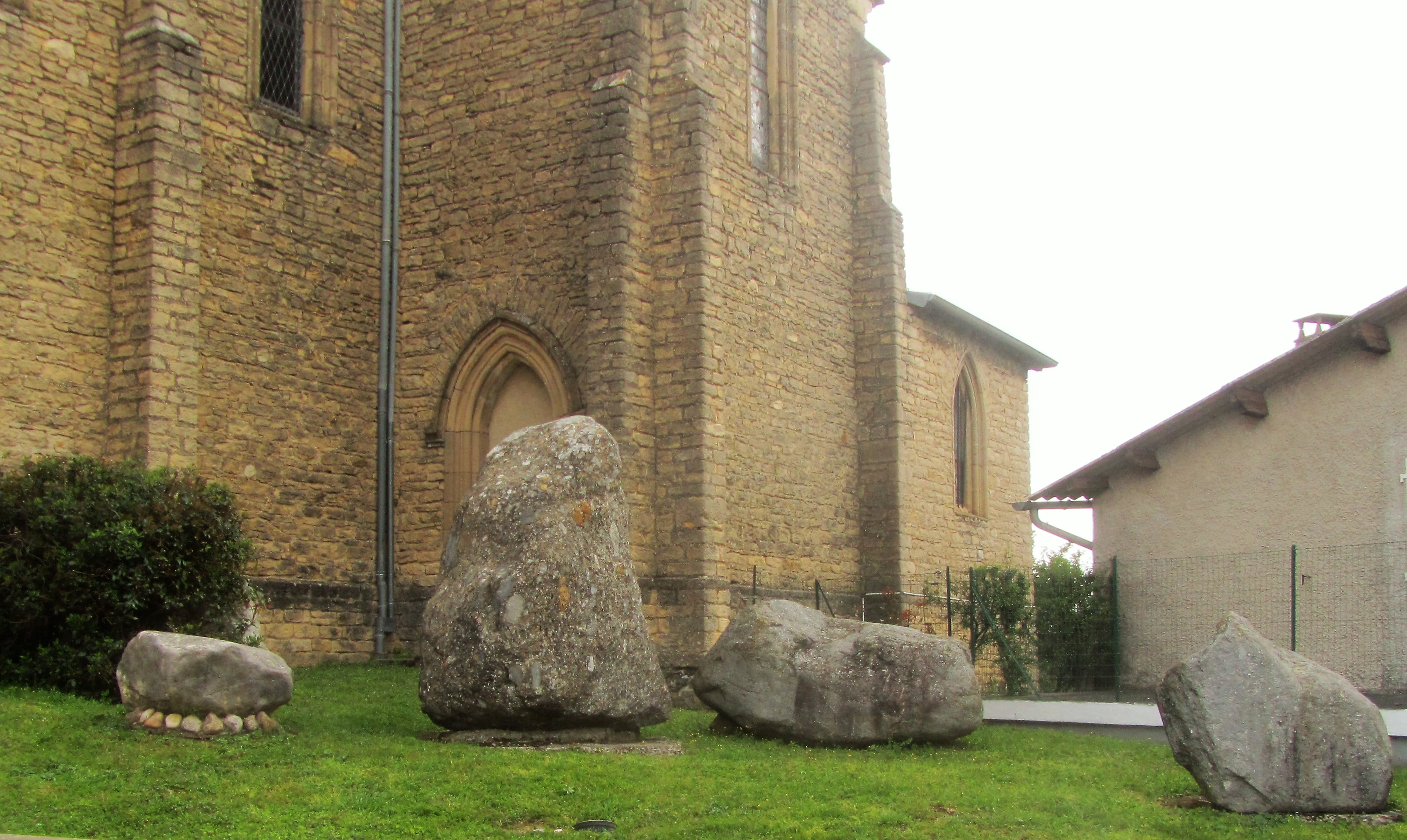
Collection de blocs erratiques à Grenay
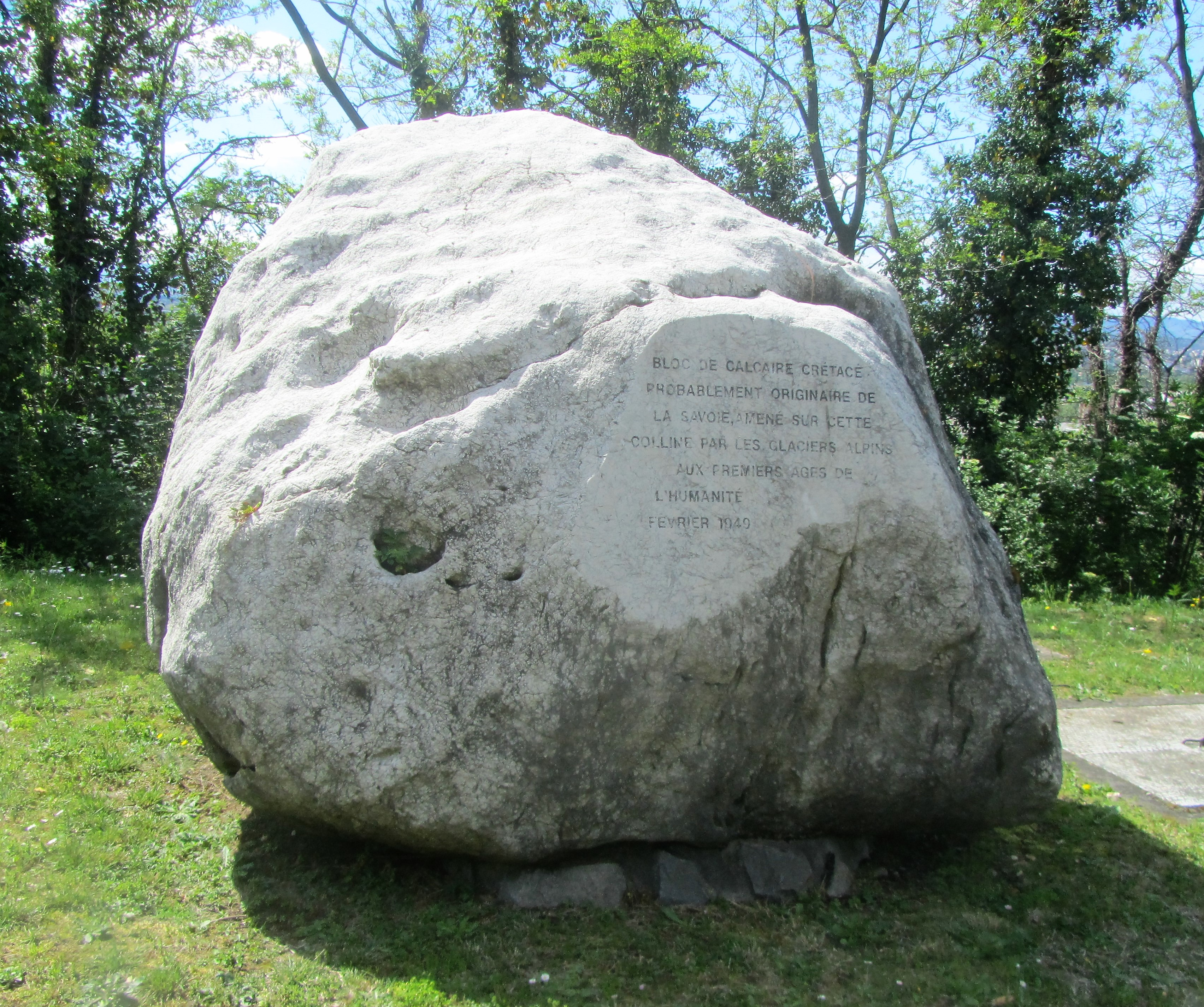
Bloc erratique calcaire à Saint-Fons

## Toponymie
Les plus anciens occupants du territoire avaient sans doute conscience de partager les mêmes conditions d'existence. Ce sont eux qui ont pris l'habitude de le baptiser du nom de Velin.
Aucune étymologie convaincante n'a été proposée pour ce mot de Velin. L'important est que ce toponyme était autrefois répandu dans l'ensemble de la contrée. La liste qui nous en est donnée par André Charvet ne se veut pas exhaustive. Y figurent d'importantes collectivités communales ou paroissiales comme Saint-Laurent et Saint-Bonnet qui ont troqué leur ancienne appellation -en Velin contre celle de -de Mure; la ville de Saint-Priest se voulait aussi autrefois "en Velin".
Les exemples sont bien plus nombreux si on interroge les plans cadastraux ou les cartes IGN. Ce sont ici des noms de rues ou de lieux-dits (à Meyzieu, Jons, Bron), de quartiers (à Vénissieux) de forêt (à Corbas), et bien évidemment dans le nom de la commune Vaulx-en-Velin. Il est légitime d'en conclure que « cette abondance de toponymes est déjà un bon indice pour affirmer l'existence d'une ancienne unité régionale" ».
Cependant, il est à noter que la disparition de nombreuses mentions de "Velin" va de pair avec la perte d'identité du territoire.

## Historique

### L'intégration dans le monde gallo-romain

#### Franchissement du Rhône et construction des voies romaines
La romanisation du Velin, son intégration dans la civilisation gallo-romaine, supposait préalablement résolu le problème d'un franchissement commode du Rhône.
On admet aujourd'hui que ce ne fut chose faite qu'à partir du règne de l'empereur Claude (natif de Lyon) au milieu du Ier siècle de l'ère chrétienne, soit près d'un siècle après la fondation de Lugdunum par Munatius Plancus en 43 avant J-C. Dans cet intervalle de près d'un siècle, la liaison avec la rive gauche du Rhône imposait un détour par Vienne conquise par les Romains bien antérieurement (vers 120 avant -J-C).
Le besoin d'une liaison directe en direction de l'Italie n'a été ressenti qu'après la soumission des peuplades alpines sous le règne de l'empereur Auguste. Deux voies romaines ont alors emprunté le Velin.

La célèbre table de Peutinger permet de suivre l'itinéraire de la première de Lugdunum à Mediolanum (Milan) par "in Alpe Graia" (le col du Petit-Saint-Bernard). Le premier repère au départ de la capitale des Gaules était Bergintrum (Bourgoin). Cette voie peut donc être considérée comme l'ancêtre de notre nationale 6 même si l'on discute de son tracé précis.

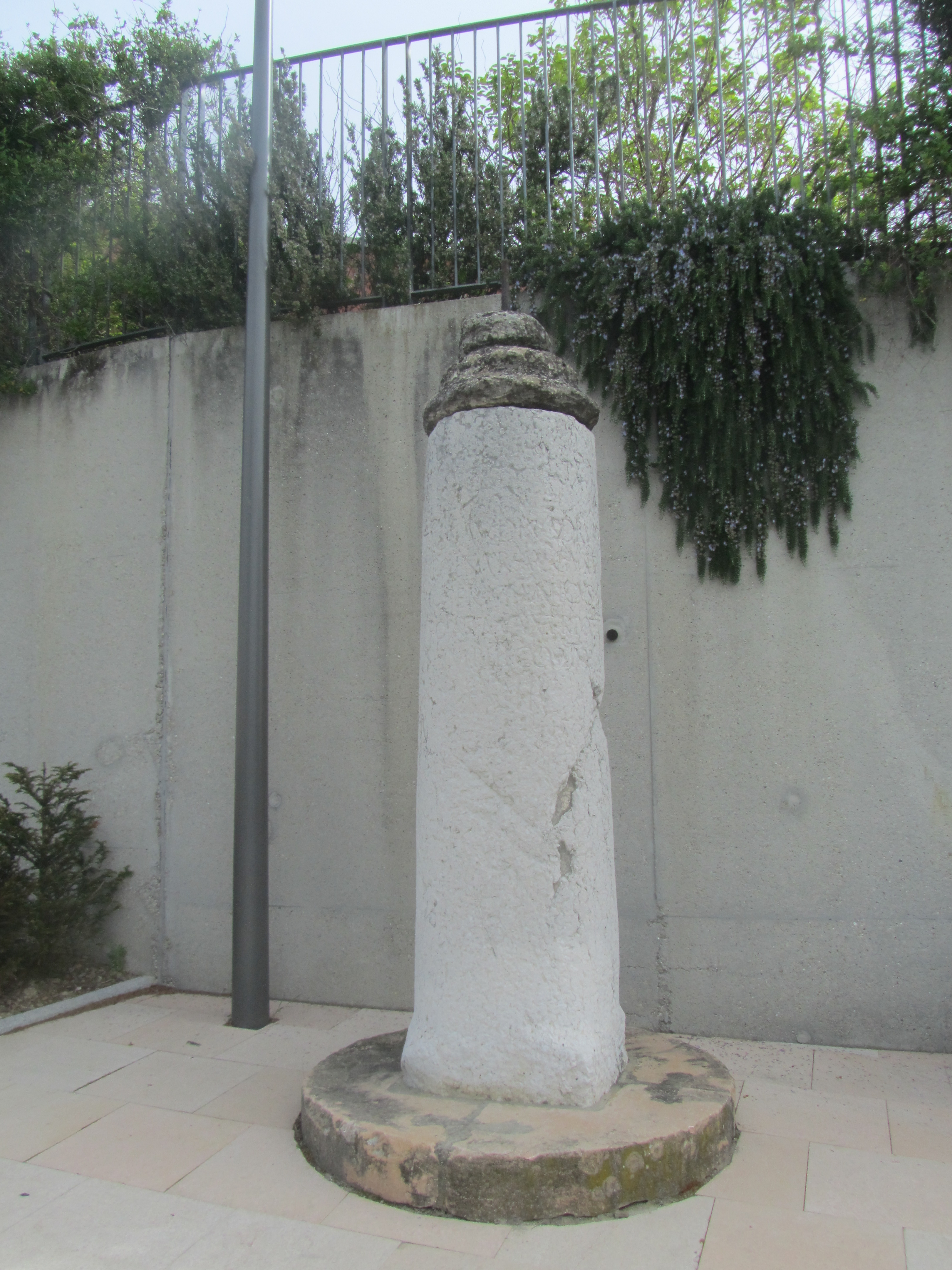
Borne milliaire à Solaize

La deuxième mérite seule, sans doute, le nom de "compendium" c'est-à-dire de raccourci. Elle était branchée sur la première après le franchissement du Rhône dans le quartier de la Guillotière et assurait une liaison plus rapide avec Vienne (16 milles contre 23 par la rive droite) par la rive gauche. Le vestige le plus remarquable qui nous en ait été conservé est une borne milliaire qui, un peu déplacée par rapport à sa localisation primitive et transformée en support de croix, se dresse sur un carrefour du village de Solaize. Son inscription nous livre deux précisions : sa date, sous l'empereur Claude, précisément, et sa distance "octavum" (huitième) au départ de Vienne.

#### Établissement du cadastre
Ainsi irrigué par le trafic et sans préjudice d'autre voies secondaires comme celle en direction de Crémieu par le nord, le Velin a pu être intégré dans la civilisation gallo-romaine une fois satisfait un autre préalable : la rédaction d'un cadastre. Celui-ci a laissé certaines traces dans le paysage : bien des limites de parcelles sont alignées selon une direction maîtresse qui forme un angle de 23°30 par rapport à l'orientation ouest-est. Les rites qui présidaient à la création d'un cadastre se référant à l'observation des astres, on a pu en conclure que la brillante étoile Sirius avait servi de repère le jour de sa création.
La prise de possession s'est traduite par la création de grands domaines ou "villas". S'il est impossible de préciser le nombre et l'origine des colons, on peut affirmer que l'empreinte devait être durable car elle est inscrite dans la toponymie. Le cas de villa urbana devenue Villeurbanne en est l'évidence même. En règle générale, le nom de bien des localités a été formé à partir de celui du propriétaire des lieux. Le domaine de Masius ou masiacum est ainsi à l'origine du nom de la commune de Meyzieu. Il en est de même pour Chassieu, Saugnieu, Chandieu, Vénissieux. Cette terminaison en -ieu n'est du reste pas propre au Velin, on la retrouve abondamment dans les régions limitrophes (Bas Dauphiné, Dombes...).

#### Christianisation
On imagine mal que la christianisation du Velin ait pu marquer un grand retard par rapport à la métropole des Gaules, terre des martyrs de la persécution de 177.
La toponymie nous est ici également un précieux révélateur de cette précocité. Bien des communes ont conservé le nom des saints patrons des paroisses. Comme à Lyon sont à l'honneur saint Pierre (de Chandieu) et saint Laurent (de Mure) aux origines du christianisme et saint Symphorien (d'Ozon), martyr du IIe siècle. S'ajouteront plus tard à cette liste, comme dans la région, le nom de saint Bonnet (de Mure) et saint Priest, tous deux évêques de Clermont (Ferrand) au VIIe siècle. Si Saint-Fons ne figure pas sur cette liste, c'est tout bonnement parce qu'il n'a pas existé ! On vantait ici en réalité une source (fons en latin) d'eau pure, donc saine, tout comme non loin de Lyon à Sain-Bel, mieux respectueuse de l'orthographe.
Cette terre du Velin a tenu aussi à s'associer, comme le monastère de l'Ile Barbe, au culte de saint Maurice, héros de la légion thébaine pour lequel les Burgondes, qui succédèrent aux Romains, avaient une vénération particulière. Les compagnons de saint Maurice leur chef, auraient été massacrés du temps de l'empereur Maximien (285-305), dans la localité d'Agaune, en Valais suisse. La croix des 10 000 martyrs dressée sur le chemin des Crêtes à Saint-Pierre-de-Chandieu, à 328 mètres d'altitude, face au Velin, témoigne de cet attachement. Elle a pris la place d'une ancienne chapelle détruite pendant la Révolution qui leur était dédiée.
Passés ces temps héroïques, les institutions religieuses demeurèrent, calquées sur les divisions administratives romaines. Le pagus lugdunensis devait garder son unité sous le contrôle de l'archiprêtre de Meyzieu, soumis à l'archevêque de Lyon. Le Velin était inclus tout entier dans ce territoire qui devait compter jusqu'à 37 paroisses au XIIIe siècle!

### Structuration du territoire
Pendant tout le Haut Moyen Âge, le Velin n'a d'unité que par cette appartenance à l'archiprêtré de Meyzieu. Il devait mettre de longs siècles avant de se retrouver au cœur de l'actualité politique car l'autorité s'était dissoute au Haut Moyen Âge entre une multitude de seigneuries féodales. Les mottes castrales ont valeur emblématique de leur modeste pouvoir. Ce sont des monticules naturels ou de terre amoncelée et enceints d'un fossé ou d'une palissade sur lesquels est édifiée une tour en bois. On en retrouve des traces par dizaines.
L'organisation défensive est devenue plus sérieuse et plus concentrée à partir du XIIe siècle. Le temps est alors venu des solides châteaux de pierre. Le nom de certaines familles nous a été conservé. Retenons ceux des Chandieu, en limite sud du Velin, dont le château a été magnifiquement restauré et, au centre de la plaine, celui des Pusignan succédant aux de Moifond ; une grosse tour trapue rescapée des ruines a été retapée, au faîte de la moraine.

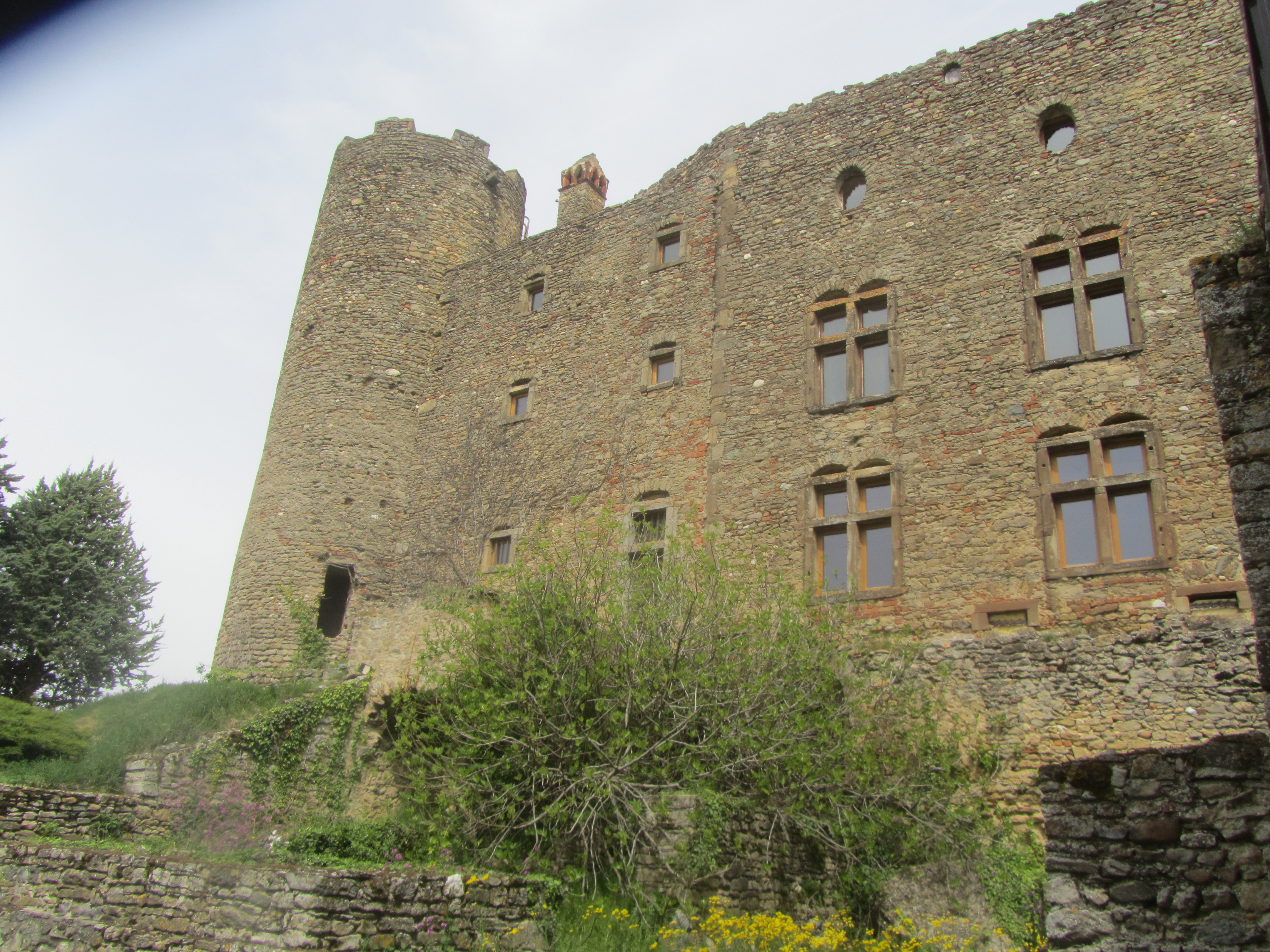
Château de Chandieu à Saint Pierre de Chandieu
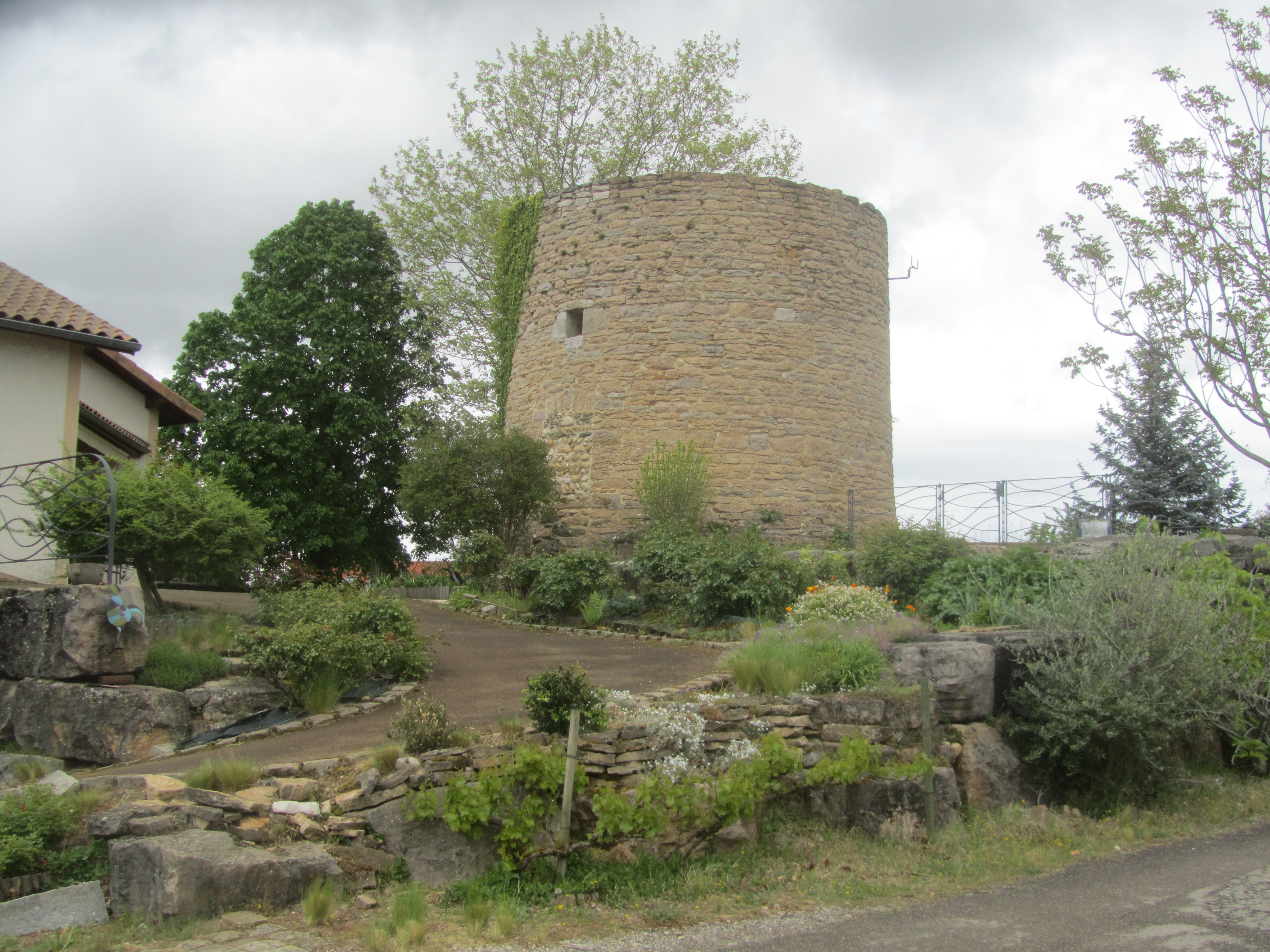
Château de Pusignan
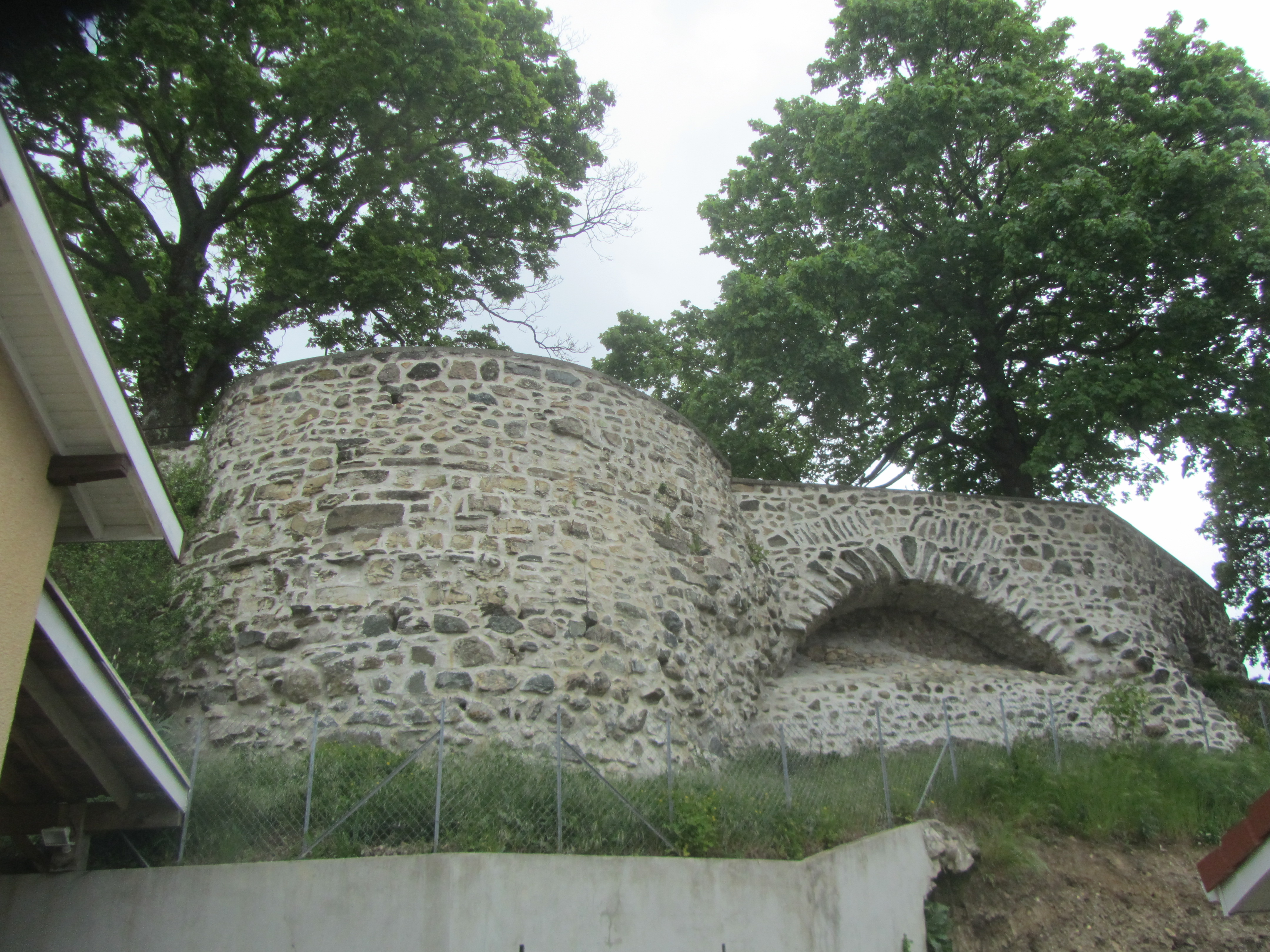
Château de Colombier-Saugnieu
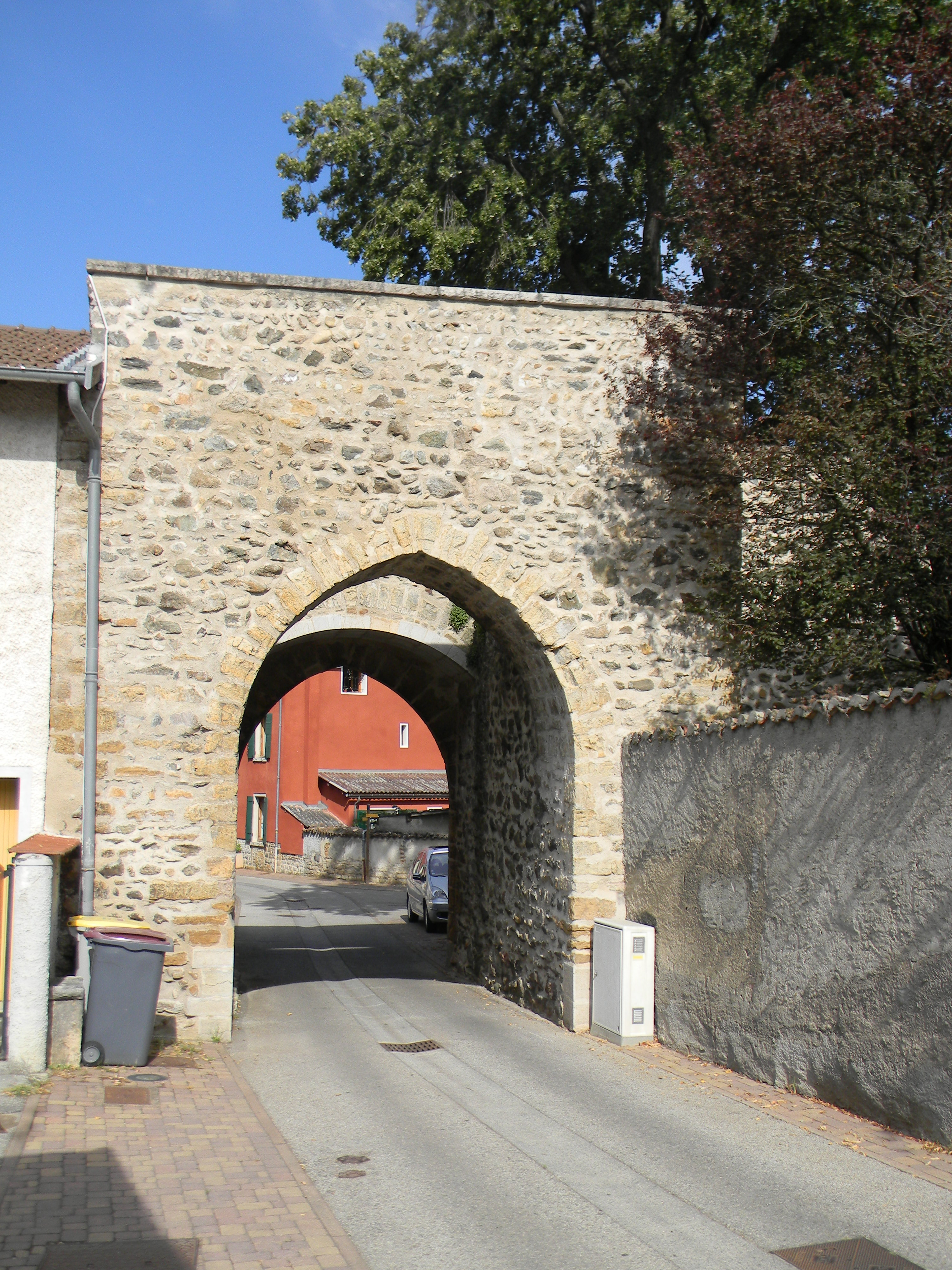
Porte de l'enceinte médiévale à Colombier-Saugnieu

### Rivalité entre le comte de Savoie et le dauphin

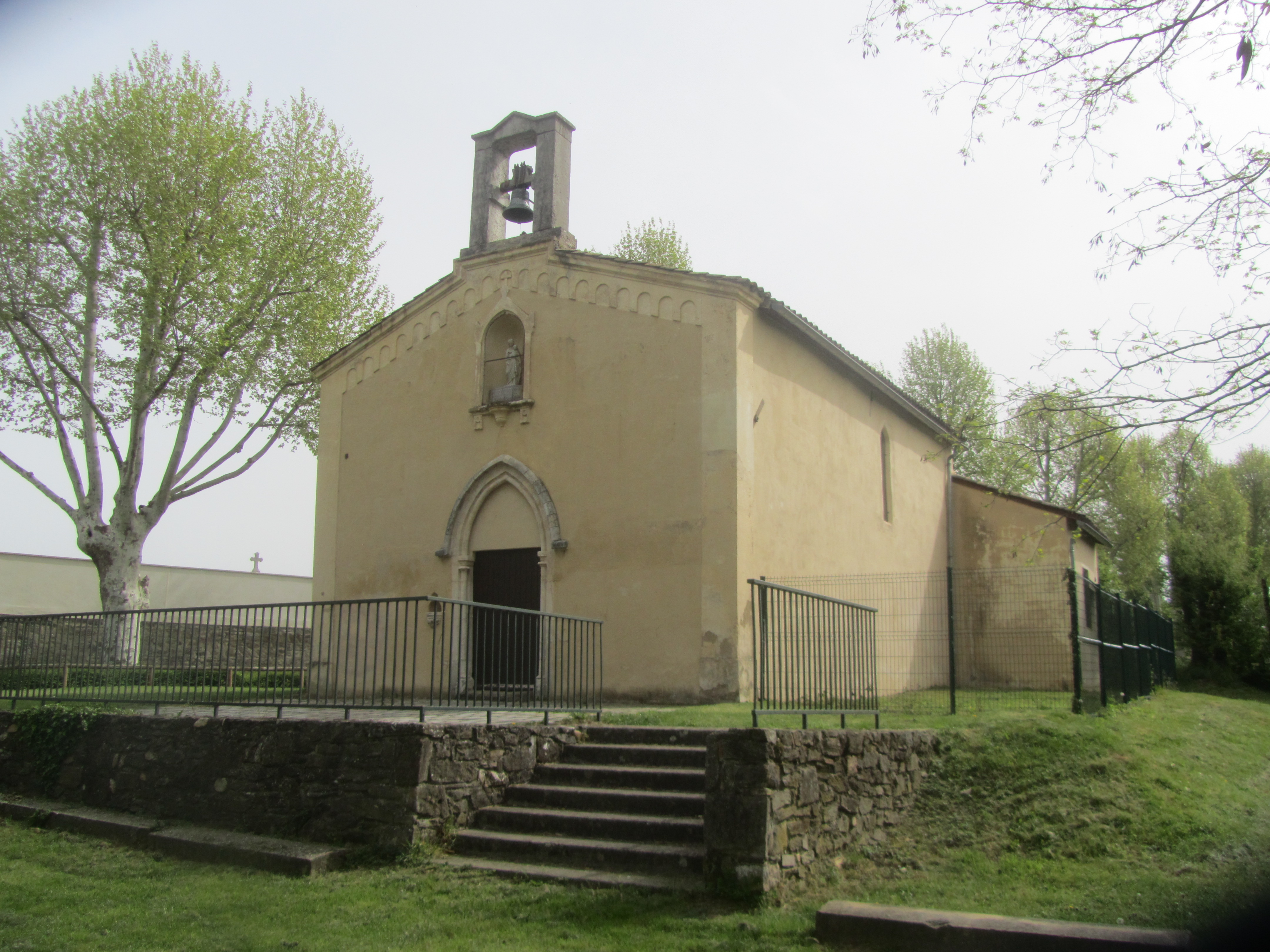
Chapelle des mariniers à Saint-Symphorien-d'Ozon

Tous ces seigneurs devaient cependant se reconnaître un suzerain car l'archevêque de Vienne avait eu autorité pour partager vers 1030 les terres du Viennois entre le comte de Savoie Amédée II et le comte d'Albon, dont l'emblème deviendra le dauphin. Deux siècles plus tard, en 1241, Bernard de Chandieu, dont la famille s'était elle-même inféodée au comte de Savoie, est à la tête d'un vaste domaine s'étendant « depuis la « poype » [synonyme de motte] de Meyzieu à la rivière d'Ozon d'une part, du sablon de Grenay au pont de Lyon [la Guillotière] d'autre part », aussi loin dans le Rhône, est-il même précisé, « qu'un homme monté sur un cheval peut jeter sa lance dans les eaux du fleuve ». Quant à la famille du dauphin, le siège de son pouvoir s'est fixé à la Tour (du Pin) et l'est du Velin, avec Anthon, Colombier et Pusignan est passé sous sa domination.
Le Velin est au cœur de la rivalité qui va opposer le comte au dauphin. Il faut bien mesurer l'importance de l'enjeu. La famille du dauphin, enracinée dès ses origines dans la région, se sent légitime pour la maîtriser la totalité. Les comtes de Savoie, qui fixeront leur capitale administrative à Chambéry en 1293 sous Amédée V (1285-1323), bien qu'ayant déjà un pied en Piémont au-delà des Alpes, avaient à l'époque une attirance prioritaire pour l'axe sequano-rhodanien. Ils avaient achevé de s'assurer le contrôle des rives de la Saône depuis le mariage en 1273 du futur comte Amédée V de Savoie avec Sibylle de Bagé, héritière de la Bresse. Plus anciennement encore, ils étaient présents sur les bords du Rhône par les seigneurs de Chandieu qui leur étaient inféodés et sous Amédée IV (1233-1253) avait été terminée la construction de la forteresse de Saint-Symphorien d'Ozon, alors en position portuaire sur le Rhône.
Entre les deux domaines, l'enchevêtrement était si inextricable qu'il avait dégénéré en conflits dès le milieu du XIIe siècle. Au terme d'une longue succession d'hostilités ouvertes coupées de trêves, un traité de paix avait été signé en 1334.
La rivalité devait être tranchée de manière inattendue en 1349 lorsque le dauphin Humbert II, sans descendance et financièrement aux abois, eut décidé de vendre ses possessions au roi de France Philippe VI de Valois. C'est sous son successeur Jean II le Bon que sera signé le traité de Paris en 1355. Il fixe sur le Guiers la frontière entre le Dauphiné, entièrement inclus dans le royaume de France, et la Savoie. La solution se voulait définitive.

### La bataille d'Anthon
Il appartenait à Amédée VIII, le premier à arborer, avec panache, le titre de duc de Savoie et qui cumulait depuis 1400 celui de comte de Genève, de tenter de remettre en cause le traité de Paris. La conjoncture semblait favorable car en cette fin des années 1420, au cœur de la Guerre de Cent Ans, Charles VII, ridiculisé sous le nom de roi de Bourges, devait faire face à la redoutable alliance des Anglais et des Bourguignons. Amédée VIII n'a pas été à l'origine de cette aventure mais l'occasion de la tenter lui a été fournie par une proposition de Louis de Chalon, prince d'Orange. Celui-ci estimait hériter, en tant que dernier descendant de la dernière dynastie des comtes de Genève, de certains droits sur des terres dauphinoises. Étant, par ailleurs, "possessionné" en Franche-Comté, il avait su se comporter en vassal respectueux et obtenir le feu vert du duc de Bourgogne, trop content de trouver un allié dans une opération qui affaiblirait son royal adversaire.
Manquait la complicité du duc de Savoie. La rencontre entre le prince d'Orange et le comte de Savoie eut lieu à Saint-Claude, dans le Jura. Le chroniqueur Paradin nous révèle les clauses de l'accord survenu, accord « en lequel, secours lui [au prince] fut accordé à condition que ayant obtenu ce qu'il prétendoit, il mettroit entre les mains dudit duc une partie dudit Dauphiné à savoir la contrée où est assise la ville de Grenoble et les montagnes du Dauphiné et le Viennois et le bas Dauphiné demeureroient au prince d'Orange, qui ainsi le promettoit ». L'enjeu dépasse de beaucoup, on le voit, le cadre du petit Velin mais c'est sur ce petit coin de terre que devait se jouer la partie décisive.
Une première "descente" en novembre 1427 a joué de la surprise car les Dauphinois n'avaient pas imaginé cette attaque. Une fois le Rhône franchi, les deux cents hommes d'armes de Louis d'Orange sont venus facilement à bout de la résistance des places-fortes tenues par le dauphin. Faut-il voir dans les premiers succès de Jeanne d'Arc et la crainte d'un retournement de situation dans le conflit en faveur de Charles VII la cause des inquiétudes de Louis d'Orange ? Il s'est senti en position de faiblesse et a consenti à un compromis avec le gouverneur du Dauphiné le 14 août 1428. Les places tenues ont été évacuées et les prisonniers libérés.
Ce n'était que partie remise. Quand le prince lance sa deuxième offensive au printemps 1430, c'est avec une véritable armée estimée entre 3 500 et 4 000 hommes dont 1 500 cavaliers ; le contingent savoyard n'est qu'un tout petit appoint. Prenant les devants, il a eu le temps d'installer de solides garnisons à Anthon, Pusignan et Colombier. Mais l'effet de surprise ne joue plus. Le gouverneur du Dauphiné Raoul de Gaucourt a monté contre lui une véritable coalition regroupant autour de ses maigres forces celles recrutées par le Lyonnais Humbert de Grolée et surtout celles du routier espagnol Villandrando cantonnées à Annonay : au total, environ 1 600 hommes et la bataille va se jouer à un contre deux.
C'était compter sans l'habilité stratégique des coalisés. Après avoir repris les places de Pusignan et de Colombier, ceux-ci, en embuscade au sud de la forêt des Franchises, sèment la panique dans la troupe de Louis d'Orange progressant à travers bois depuis Anthon. Les pertes orangistes sont considérables. On évalue entre 400 et 500 le nombre de morts ; il faut ajouter les prisonniers, « 800 gentilshommes, six vingt desquels étaient de grande noblesse » et 1 200 chevaux harnachés. Cette bataille serait plus justement nommée de Janneyrias : c'est sur son territoire que se trouvent la ferme de la Batterie (comprendre de la bataille) et celle des Burlandières (en langage dauphinois des hurlements des assaillants) ainsi que la stèle commémorative du combat sans parler des charniers.
La nouvelle de cette victoire fut accueillie dans une atmosphère de deuil à Bourges où Charles VII venait d'apprendre la capture de Jeanne d'Arc à Compiègne le 24 mai et de dépit à Ripaille, sur les bords du Léman où Amédée VIII avait fait retraite. L'essentiel était acquis : les destinées du Velin, dans l'ensemble dauphinois resteraient définitivement liées à celles de la France.

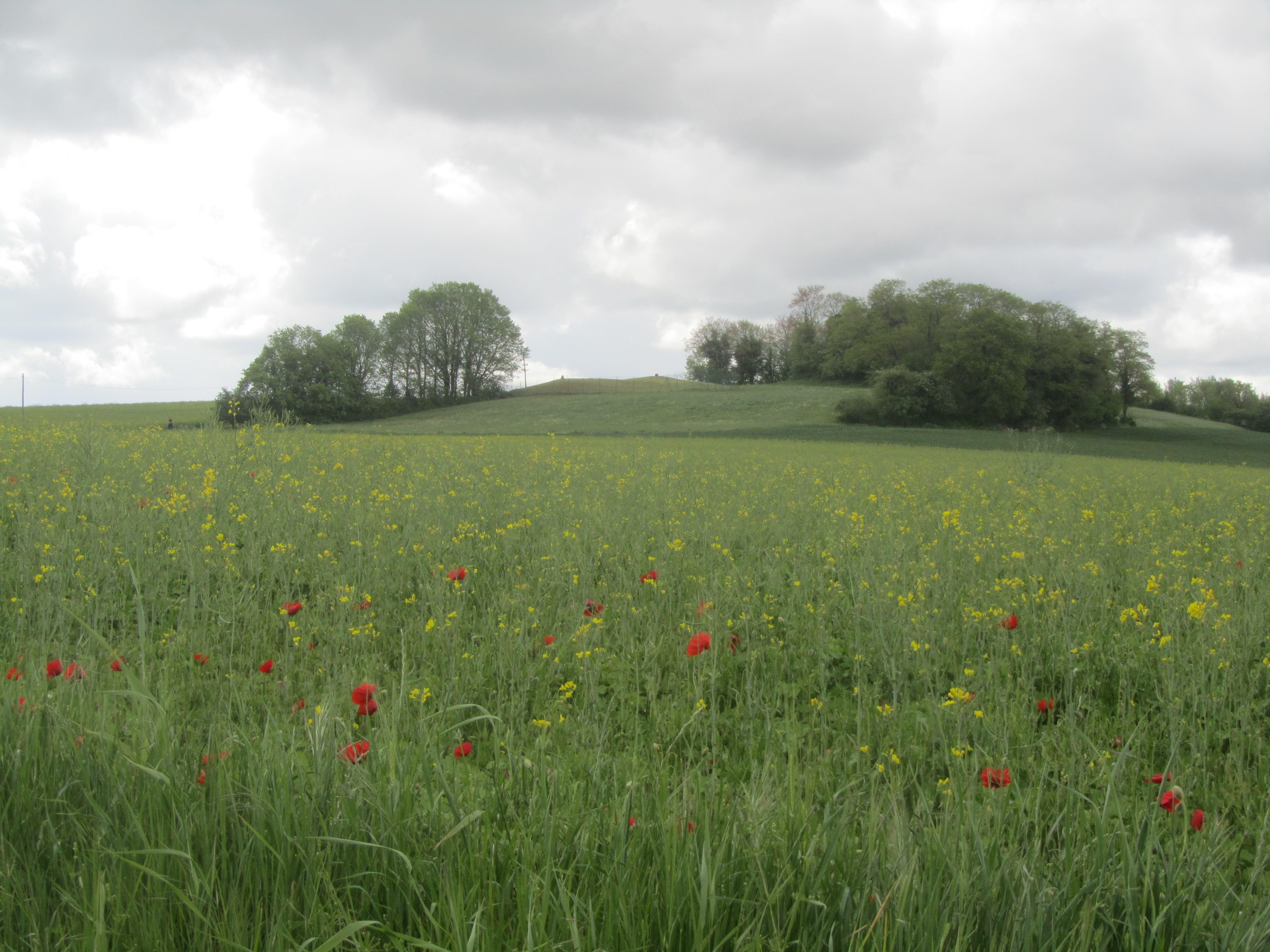
Butte de Malatrait à Janneyrias
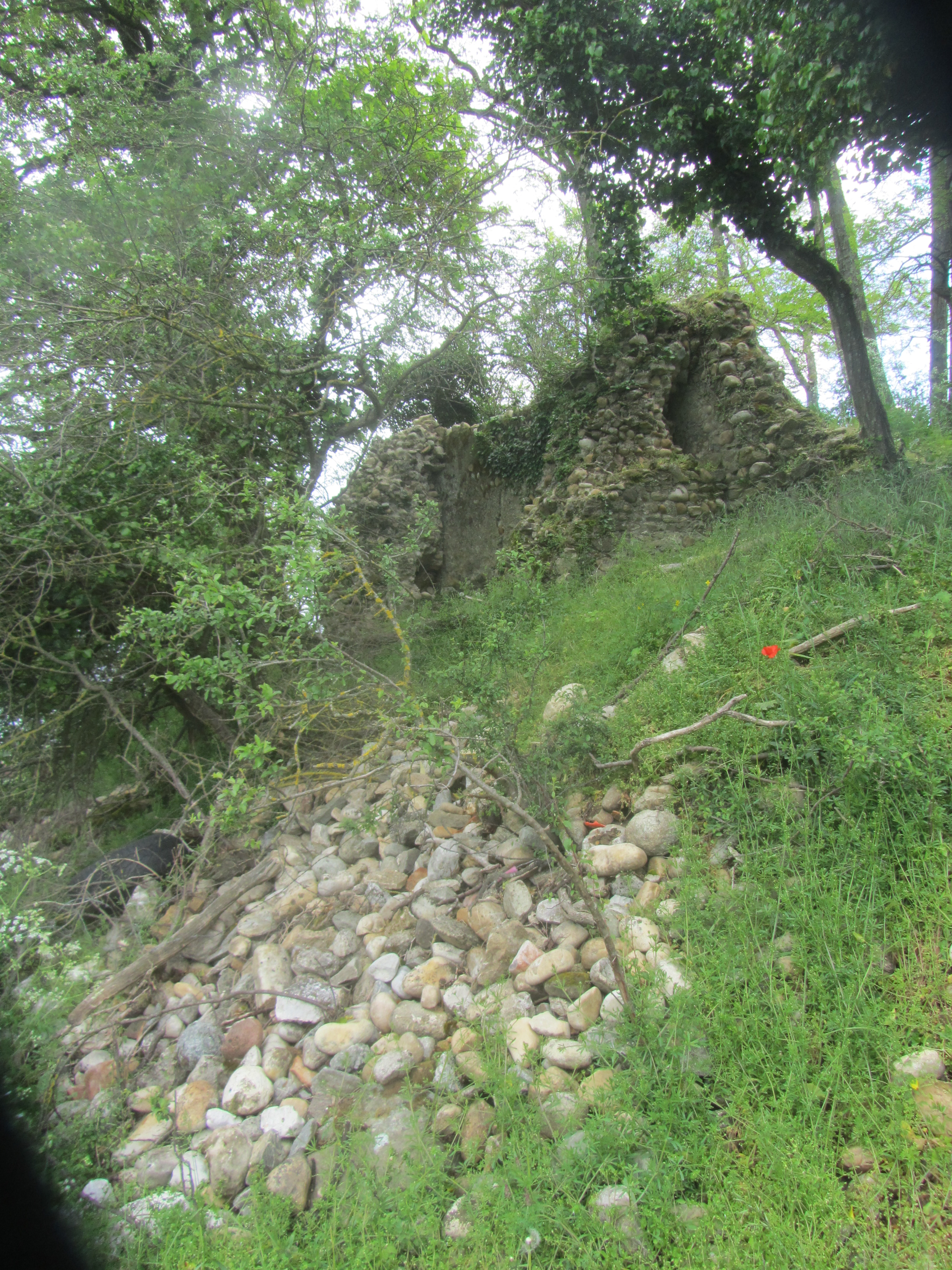
Ruines du château de Malatrait à Janneyrias
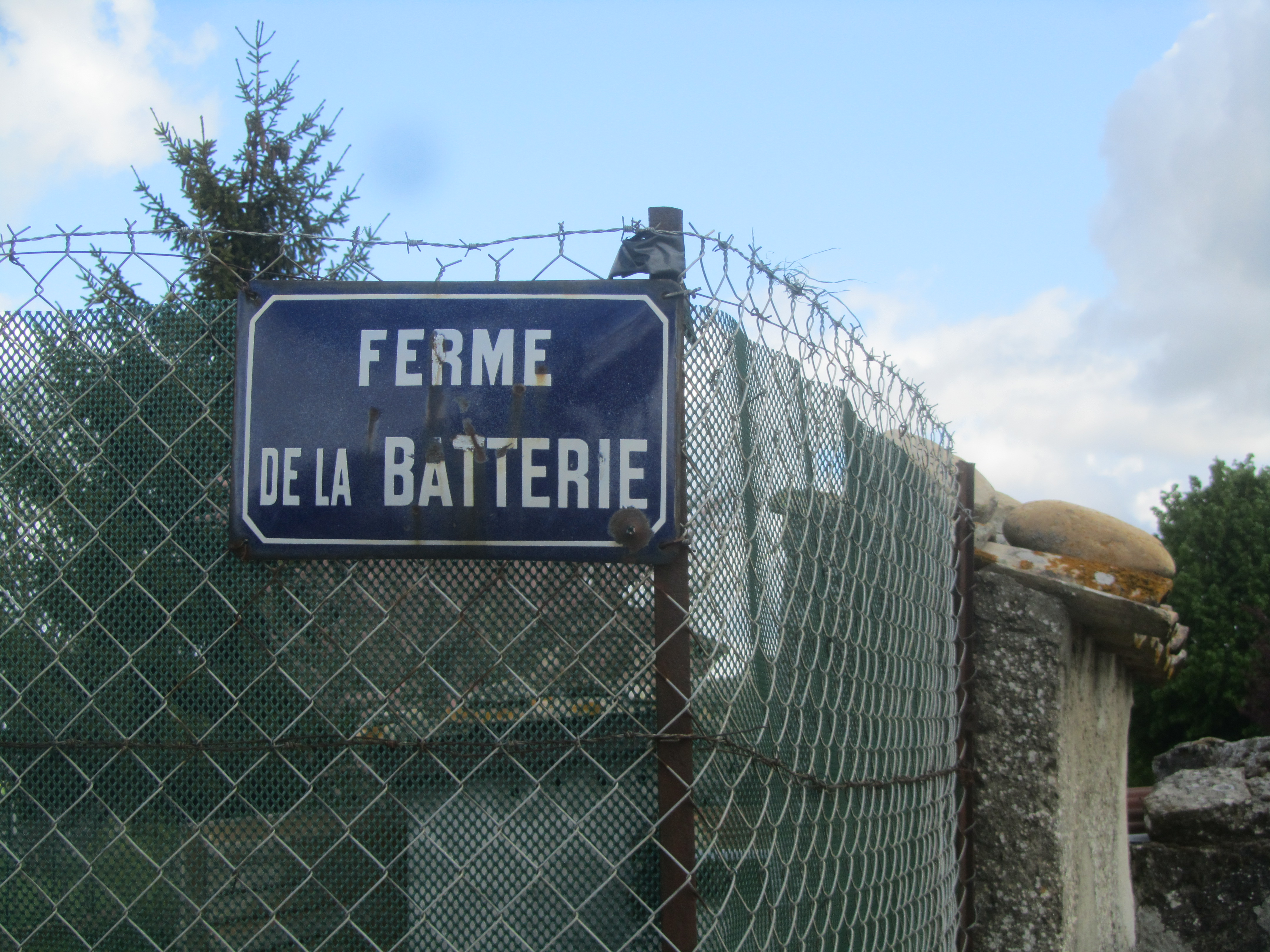
Ferme de la Batterie (= Bataille) à Janneyrias
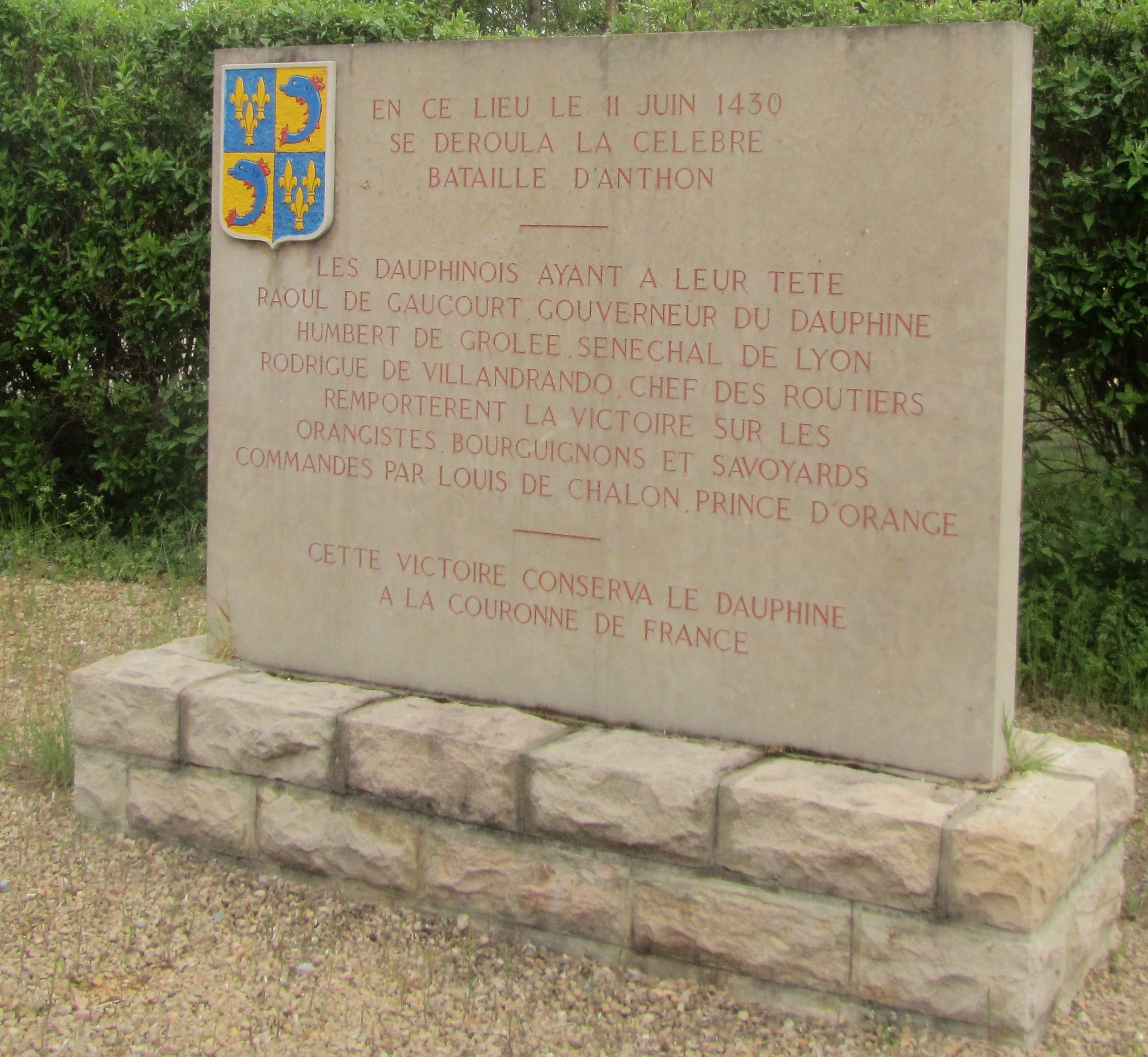
Plaque commémorative de la bataille d'Anthon

### Cinq siècles d'effacement
Le bref épisode de la tentative avortée pour remettre en cause l'intégrité du Dauphiné entre 1427 et 1430 ne fait que mieux ressortir une permanence essentielle : pendant environ 500 ans, du traité de Paris jusqu'au milieu du XIXe siècle au moins, le Velin se fait oublier par la grande histoire et échappe à toutes les convoitises extérieures. Bien intégré dans la province du Dauphiné dont il ne représente qu'une infime partie, de l'ordre de 1 à 2 %, il est cependant comme relégué dans une lointaine périphérie par rapport à Grenoble devenue la capitale de la province.
Peut-on aller jusqu'à dire que le Velin tourne le dos à Lyon ? Le Rhône fait vraiment frontière. Seul subsiste avec la grande cité voisine un lien religieux : l'archidiocèse de Meyzieu continue à dépendre de l'archevêché de Lyon. En revanche, on peut parler d'un patriotisme dauphinois : lorsqu'un arrêt de 1701, confirmé en 1734, inclut La Guillotière dans la zone d'octroi de la grande ville contre l'avis du Parlement du Dauphiné, la réaction des habitants de la commune est violente. Ils se disent "séparés de notre mère le Dauphiné et réduits depuis cette fatale séparation au plus dur esclavage".
Les relations ne sont pas davantage apaisées aux limites nord du Velin. Le cours changeant du Rhône tout en tresses et méandres dans son lit majeur rend difficile la délimitation des territoires communaux de part et d'autre du fleuve. De ce côté, les changements politiques n'y changent rien quand la souveraineté de la France succède à celle du duché de Savoie à partir du traité de Lyon de 1601 en rive droite du fleuve. La rivalité atteint même son paroxysme aux XVIIe et au XVIIIe siècle. En 1666 cinq communautés du Velin soutiennent un procès contre les habitants de Miribel pour la jouissance des îles, brotteaux et "paquerages" du Rhône. Et quand la justice prononce ses arbitrages jusqu'en 1733, les fourches sont brandies pour en empêcher l'exécution. Les relations de proximité resteront très réduites avant la construction du pont de Jons en 1904 ! Les seuls moyens de communication sont les bacs à trailles d'Anthon et de Jons.
Le nouveau cadre administratif depuis la Révolution de 1789 ne mettra pas fin à cette séparation : le découpage départemental voté par l'Assemblée Constituante en 1790 est respectueux de l'ancien cadre provincial. Le Rhône est donc choisi comme frontière entre les départements du Rhône et de l'Isère avec l'unique exception de la commune de La Guillotière qui lui est incorporée. La situation a même empiré sur le plan religieux : la Constitution Civile du Clergé a calqué la carte des diocèses sur celles des départements. Désormais, l'évêque de Grenoble aura dans son ressort la paroisse de Villeurbanne jusqu'au XXe siècle,!

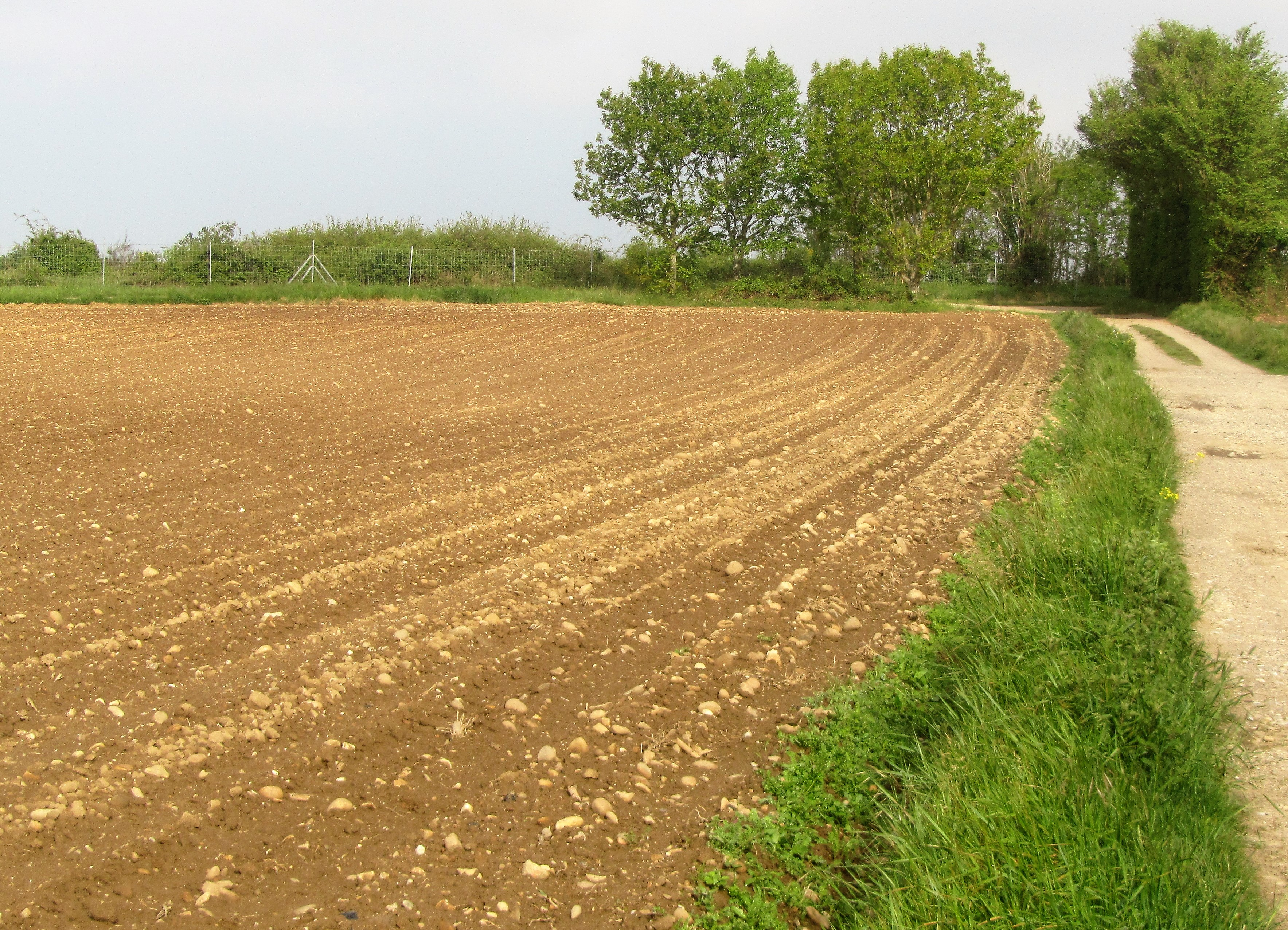
Champ caillouteux d'origine morainique à Grenay

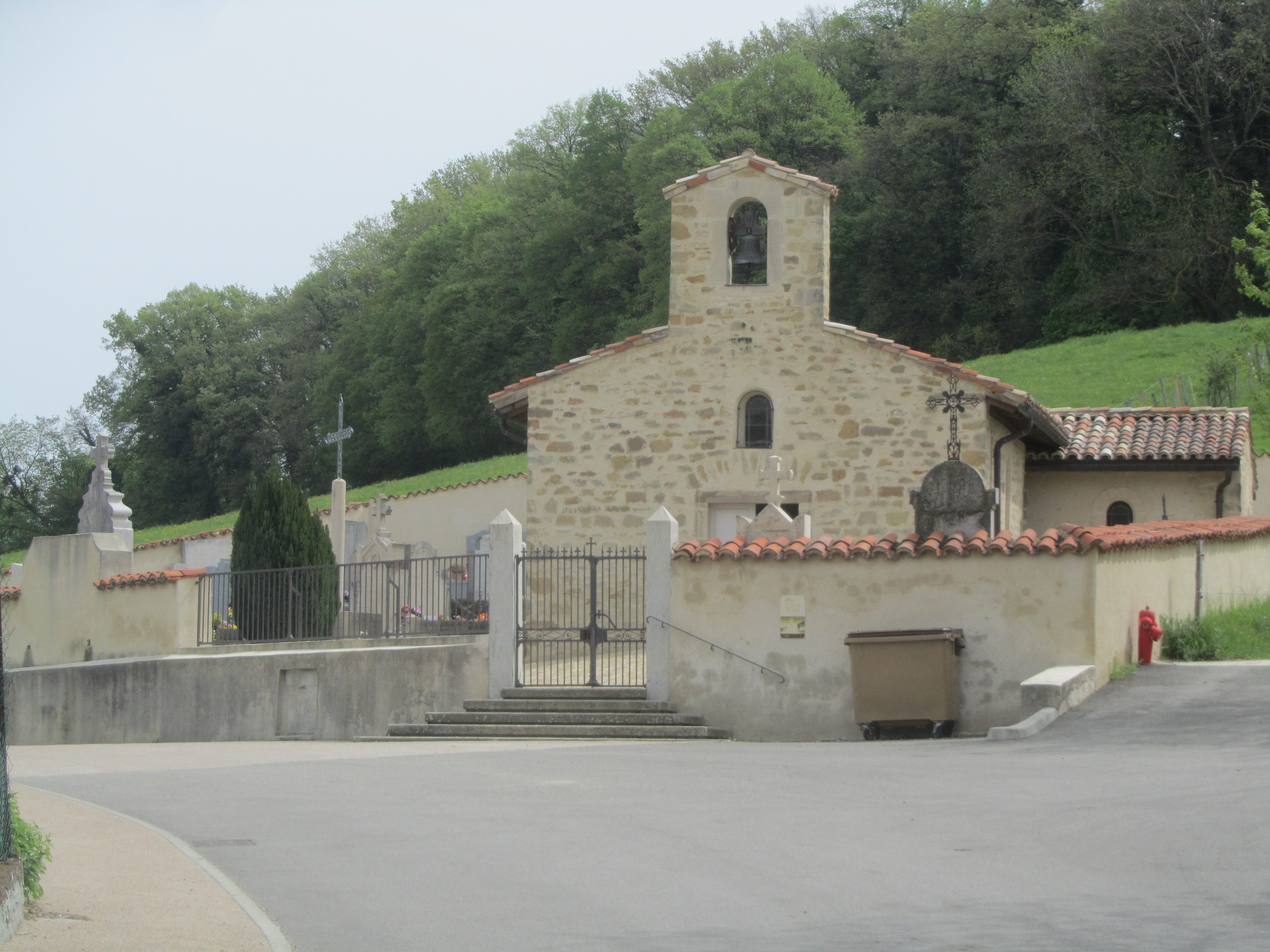
La chapelle Saint Thomas à Chandieu reconstruite après destruction par les protestants en 1562

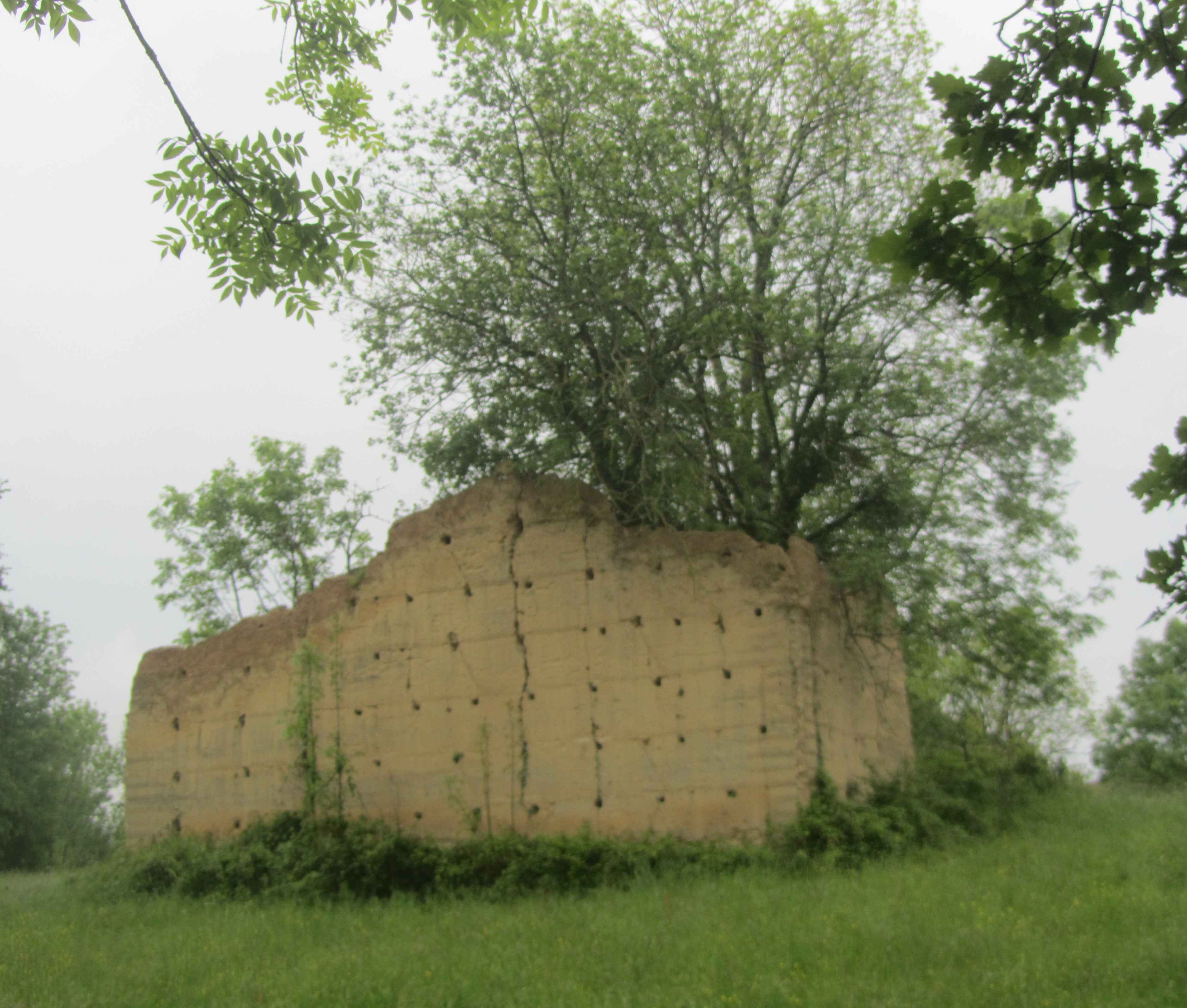
Ruines d'une maison en pisé avec les fameux trous de boulin. Un arbre a poussé au milieu

La vie quotidienne des habitants se déroule dans le Velin selon les mêmes rythmes que dans les contrées voisines. La paysannerie dans ses demeures précaires de pisé y est soumise aux mêmes exactions de la part des privilégiés laïcs ou ecclésiastiques, seigneuriaux ou royaux. Elle réagit avec les mêmes accès de violence, est victime des mêmes calamités naturelles, famines et épidémies dont la fameuse peste noire au milieu du XIVe siècle, récurrente au XVIIe siècle. L'accaparement des terres par les bourgeoisies des environs est déjà sensible au XVIe siècle mais la pauvreté des sols est une moindre tentation. Il n'y a pas d'hésitation : le vignoble beaujolais, la Dombes des étangs et des chasses ont de beaucoup la préférence des classes lyonnaises fortunées pour ce genre de placements, et la carte attestant la faiblesse de la propriété foraine en Velin restera figée jusqu'au cœur du XXe siècle.
Les réactions aux grands mouvements religieux ou politiques sont répercutés de la même manière que dans l'ensemble de la France. La Réforme protestante, par exemple, fait des adeptes dans les élites. Antoine de la Roche de Chandieu y adhère avec enthousiasme au point d'écrire un ouvrage de théologie selon sa nouvelle foi ; son fils Jean se veut aussi théologien et est un temps l'aumônier d'Henri IV avant la conversion de celui-ci au catholicisme. Quand Lesdiguières lors de son offensive aux limites du Dauphiné se heurte à la résistance des Ligueurs catholiques, il trouve un temps refuge dans le château des Chandieu. Le culte protestant y était autorisé du temps de sa limitation et le château restera un lieu de pèlerinage pour les Huguenots. Les communautés villageoises restées fidèles au catholicisme n'ont, en revanche, pas été épargnées par les exactions du fameux baron des Adrets. Il commence ses saccages en 1562 à Saint-Symphorien-d'Ozon et les poursuit dans le nord du Velin mais est battu par le baron d'Anthon près de Pont-de-Chéruy.
Les paysans du Velin se sont manifestés avec la même rage destructrice que dans l'ensemble de la France lors de la Grande Peur à l'été 1789. Leur bande, partie de Bourgoin le 28 juillet, poursuit son équipée par Janneyrias, Anthon, Pusignan et Jons. Les châteaux de Pusignan, Jons et Janneyrias sont brûlés et ne se relèveront pas de leur ruine. Le coup d'arrêt est porté par le marquis de Leusse, seigneur de Meyzieu. Le combat a fait 5 morts. Les 21 prisonniers, la plupart habitants du Velin seront jugés à Vienne.

### La période contemporaine

#### Deux vagues d'industrialisation

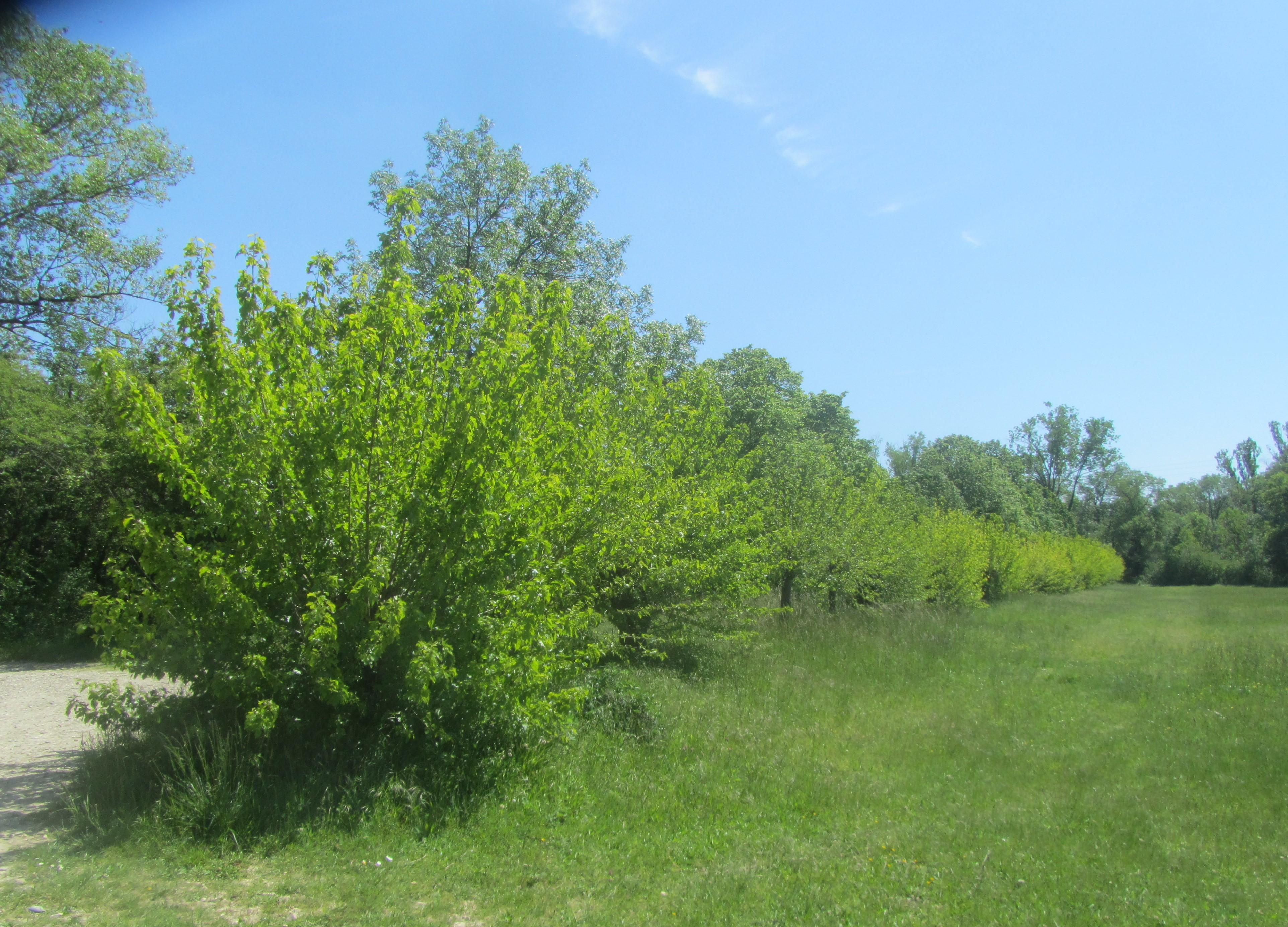
Plantation de mûriers sur la commune de Miribel

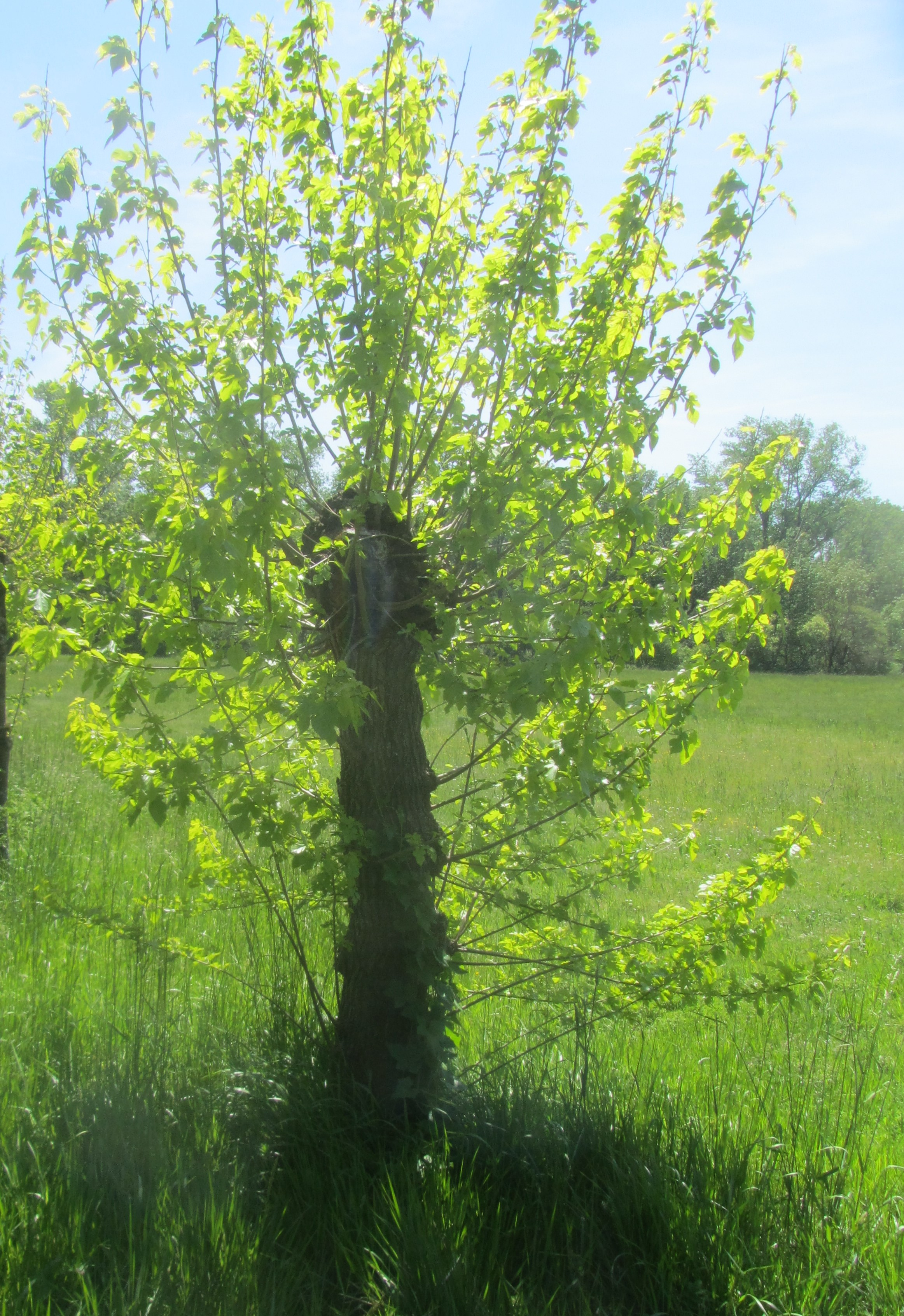
Mûrier taillé en têtard : cette taille à hauteur de tronc facilitait la cueillette des feuilles pour l'élevage du bombyx.

Lors de la première révolution industrielle symbolisée par le charbon, l'acier et le textile ce n'est pas en direction du Velin que s'est déployée la métropole lyonnaise. Certes, l'industrie de la soie s'y est développée, mais pour une raison accidentelle : la révolte des canuts lyonnais de 1831 a conduit les soyeux à rechercher dans les campagnes voisines une main-d'œuvre plus docile et moins chère. Du reste, il ne s'est agi que d'effectifs modérés sous forme de petits ateliers ou à domicile dans la partie nord du Velin (Jons, Janneyrias, Villette d'Anthon, Azieu). On était d'ailleurs familiarisé avec cette activité par la tradition ancienne d'élevage du ver à soie : l'omniprésence des mûriers en porte encore aujourd'hui témoignage. Le Velin ne faisait en cela que suivre un mouvement très général.
En 1769, l'intendant des finances Trudaine est informé que « la plantation des mûriers en Dauphiné est la manie à la mode ; tout le monde plante ; le riche propriétaire en fait une loy à ses fermiers, celui qui est aisé arrache de ses domaines noyers et amandiers pour leur substituer des mûriers, et il n'est pas de si petit tenancier qui n'ait, auprès de sa chaumière, une pépinière de mûriers pour remplacer ceux que le tems ou les hyvers rigoureux ont fait périr ». Mais cette activité ne devait pas survivre aux nombreuses crises de la soierie lyonnaise.
Quant au chemin de fer, moyen de transport par excellence de cette première révolution, il n'a desservi le Velin qu'avec retard : au sud, la ligne PLM de Lyon à Chambéry par Saint-André le Gaz n'a été terminée qu'en 1884, trois ans après celle de la Société des chemins de fer de l'est lyonnais qui, au départ de Lyon-est, conduisait à Saint-Genis-sur-Guiers en Savoie en traversant le nord du Velin par les gares de Décines, Meyzieu et Janneyrias. Du moins devaient-elles par la suite faciliter l'industrialisation lors de la deuxième révolution industrielle au début du XXe siècle.

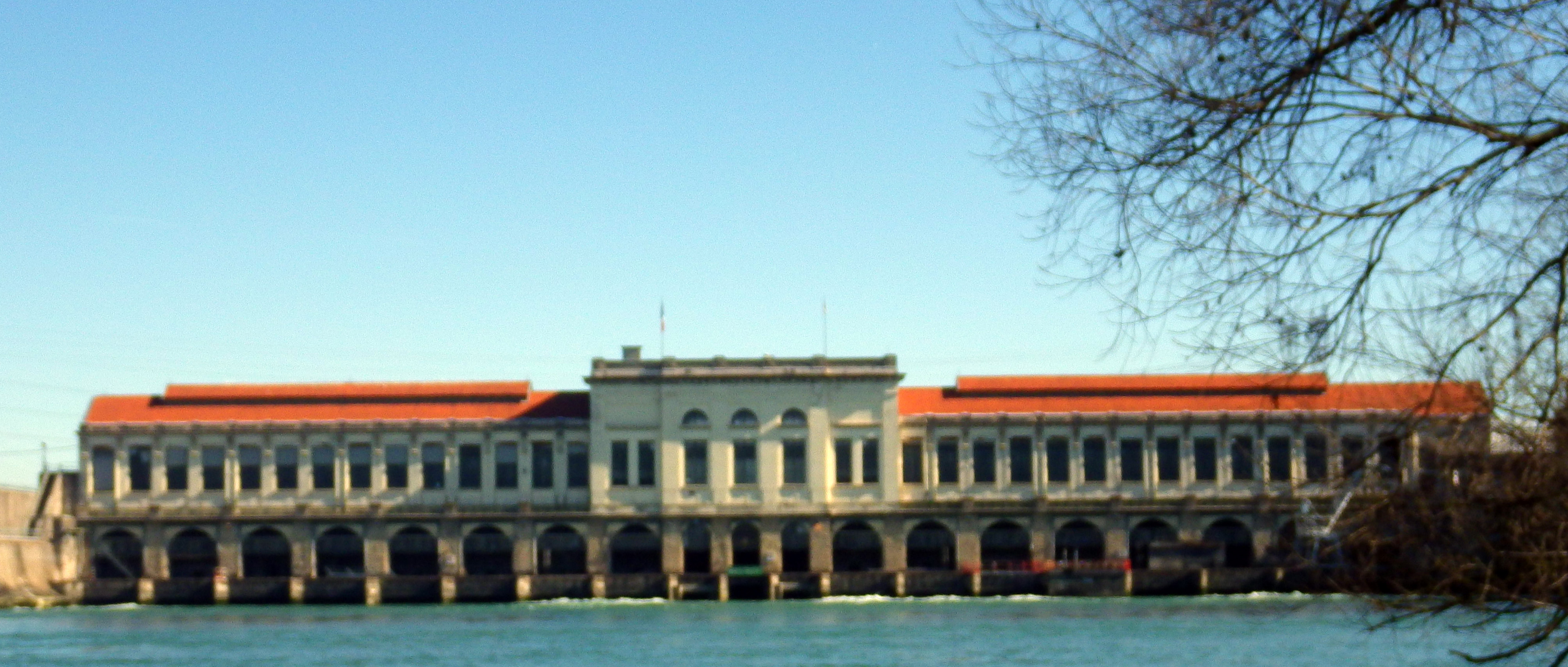
Centrale hydroélectrique de Cusset

C'est en terre de Velin qu'a été exécutée une des premières grandes centrales hydroélectriques au monde par dérivation d'un fleuve. Le canal de Jonage a été creusé sur 18,8 kilomètres à partir de Jons par la Société des Forces motrices du Rhône entre 1894 et 1897. La centrale de Cusset a été mise en service en 1899 sous une chute de 12 mètres. Quant aux industries typiques de cette deuxième révolution, elles se sont installées par préférence sur les deux axes ferroviaires précités. Retenons à titre d'exemples la construction automobile sur l'axe sud avec Berliet sur la commune de Vénissieux à partir de 1917 et les textiles artificiels en attendant les synthétiques sur l'axe nord, avec la TASE (Textiles Artificiels du Sud-Est) de la famille Gillet sur la commune de Vaulx-en-Velin à partir de 1922.
Pendant la période des Trente Glorieuses, cette marche vers l'est des activités se poursuit sous d'autres formes (à l'exception majeure de Berliet qui s'agrandit sur la commune de Saint-Priest). D'une part on assiste au report en périphérie des établissements chassés du centre de l'agglomération par la spéculation foncière. D'autre part, les entreprises à caractère commercial (meubles, bricolage, jardineries, etc.) sont autant représentées que les industrielles. Tenons-nous en, là encore, à deux exemples. Les entreprises à caractère commercial sont les plus représentées selon l'axe routier de la RN6 sur les communes de Saint-Priest et de Saint-Bonnet-de-Mure ; la mixité est plus grande sur l'axe ferroviaire de l'est lyonnais remis en service avec l'équipement dans les années 1960 d'une imposante zone industrielle de 65 ha sur la commune de Meyzieu,.

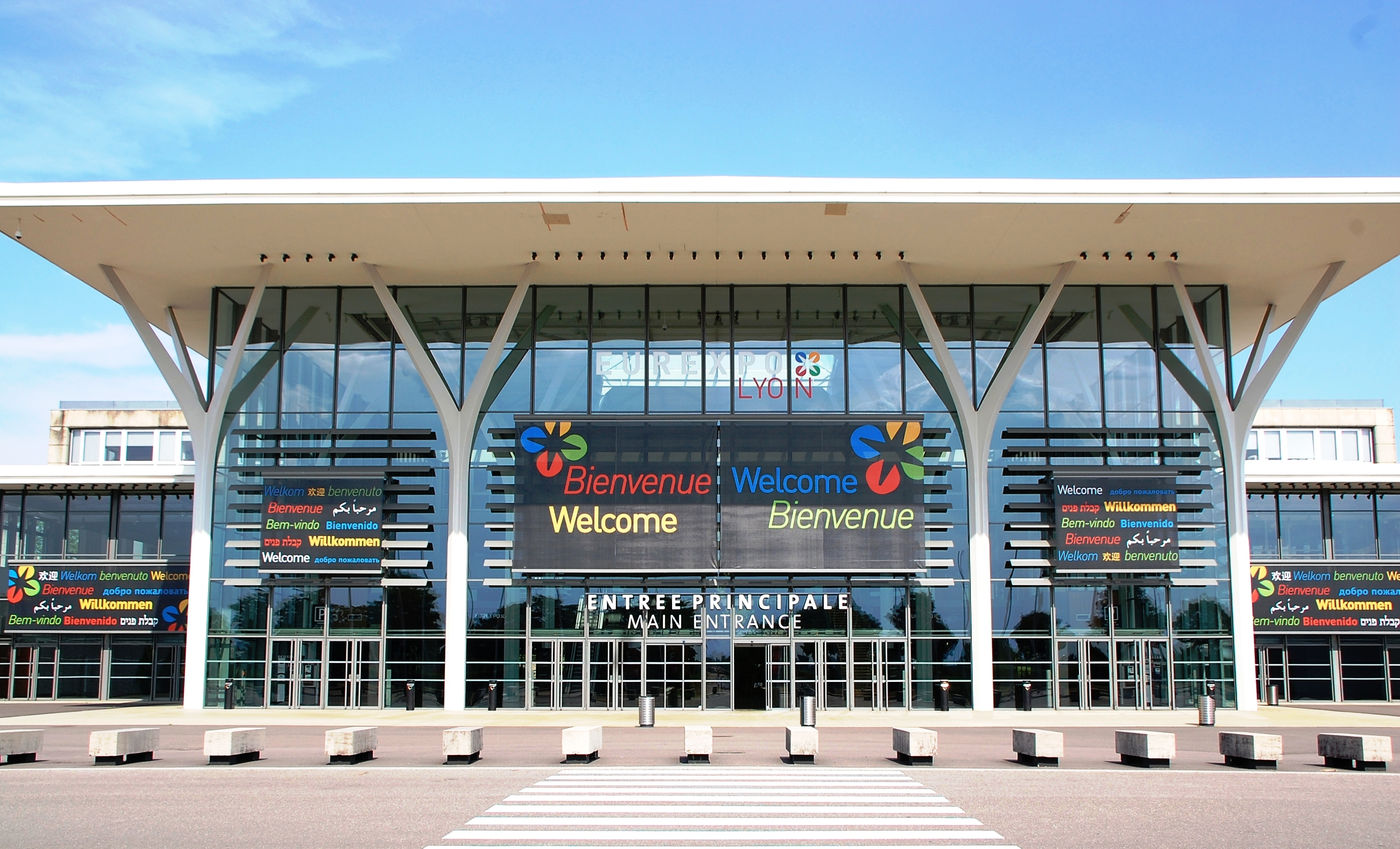
Eurexpo à Chassieu

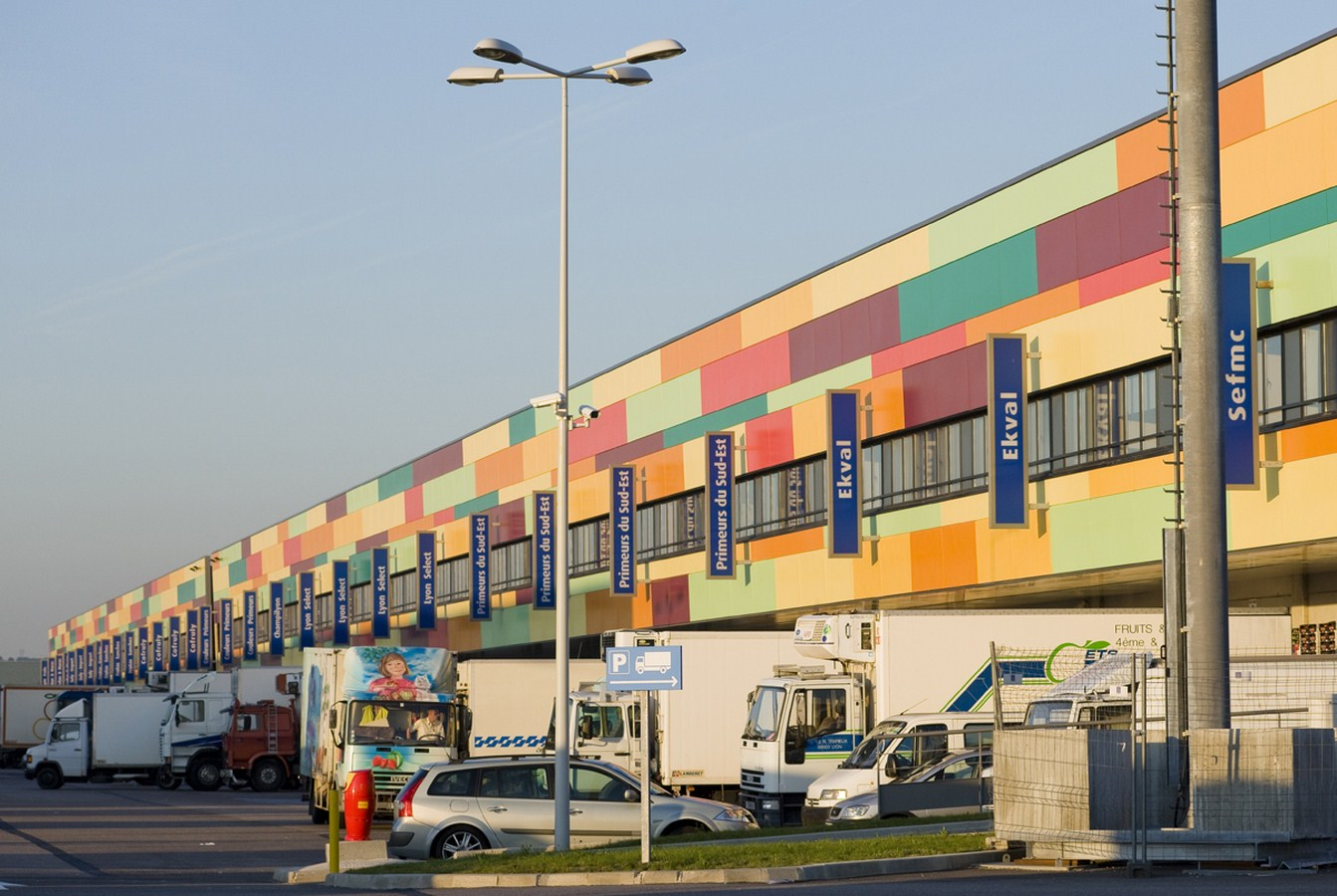
Marché de gros de Corbas

La même préoccupation de libérer des espaces au centre de Lyon afin de densifier l'habitat a conduit les pouvoirs publics à procéder à deux déménagements importants. En 1916, en pleine guerre mondiale, le maire Édouard Herriot avait créé la Société de la Foire de Lyon. Les premiers pavillons qui devaient définitivement lui être consacrés avaient été construits à l'alignement sur la rive gauche du Rhône à partir de 1918, le dernier en 1954, entre le fleuve et le Parc de la Tête d'or. Ces installations ne pouvaient faire face, ni par leur situation ni par leur exiguïté, aux besoins de la croissance pendant les Trente Glorieuses. Elles feront place à la Cité Internationale. La Foire de Lyon, sous le nouveau nom d'Eurexpo, a été installée en 1985 dans un nouvel espace de 110 ha dont un parking de 13 000 places en proche banlieue sur la commune de Chassieu. Les locaux accueillent en outre tout au long de l'année de nombreux salons.
Le Marché-Gare était installé depuis 1961 en rive droite du Rhône à proximité de la gare de Perrache. Il n'avait plus sa place dans ce quartier dit de la Confluence en profonde mutation. Son déménagement est très récent. Le 5 janvier 2009 il a été installé sur la commune de Corbas sous le nom de Marché de Gros Lyon-Corbas. Ce premier marché de gros européen à statut privé occupe 12 ha et est facilement desservi par l'autoroute de contournement A 47. Son rayonnement s'étend sur 55 départements.
Le développement industriel a induit une urbanisation radicale plus ou moins encadrée par les entreprises sous forme de cités ouvrières, par les municipalités via les offices HLM ou par des initiatives privées sous forme de lotissements. Le paysage rural d'antan a disparu dans toute la frange occidentale du Velin.
Cette croissance appelait en elle-même une réponse administrative touchant les limites départementales. La seule modification qui leur avait été apportée remontait à 1852 : dans le même temps où le préfet du Rhône décidait l'annexion de la commune de la Guillotière à Lyon, celles de Villeurbanne, de Vaulx-en-Velin et de Vénissieux étaient incorporées au département du Rhône. Un siècle plus tard, l'urbanisation débordait largement ces communes et une partie de l'agglomération continuait de dépendre du département de l'Isère. Cette anomalie était cause d'une certaine dérégulation : dans la décision de se décentraliser du centre ville, chaque entreprise appréciait le laxisme des contrôles sur des territoires communaux très éloignés de la préfecture de Grenoble et des directions administratives. Les mairies elles-mêmes enrichies par la perception des patentes, n'étaient pas trop regardantes quant au respect des règlements d'urbanisme mais les grands réseaux de viabilisation ne suivaient pas. Tout cela n'a pas été suffisant pour entraîner une révision des limites départementales.
Le 4 janvier 1966, à 6 heures 40 une explosion suivie d'un violent incendie détruit la raffinerie de Feyzin. Le bilan est très lourd : on compte 18 morts dont 11 pompiers, une centaine de blessés ; un quartier doit être évacué. Il résultera de l'enquête que l'éloignement par rapport à la lointaine préfecture de Grenoble a retardé la mobilisation des secours ; la lourdeur des pertes doit lui être en partie imputée. Par la loi du 29 décembre 1967, le département s'est agrandi de 23 communes du département de l'Isère incluant la plus grande partie du Velin, à l'exclusion du nord-est de ce territoire et de Grenay au sud-est. Cet agrandissement devait par la suite permettre la création de la communauté urbaine de Lyon en 1969.

#### Les grandes infrastructures de communication
L'expansion de la métropole lyonnaise plus que millionnaire pose le problème de l'aménagement de l'espace dans le cadre national et même international car elle constitue par elle-même un obstacle au trafic à longue distance. Ce problème n'a été perçu qu'avec un certain retard. Pendant les Trente Glorieuses, on a pensé que la construction des autoroutes A 6 et A 7 en communication par le tunnel sous Fourvière ouvert en 1970 répondrait suffisamment aux besoins du transit. Il a fallu admettre que la véritable solution était dans le contournement de l'agglomération et les espaces plats du Velin sont alors apparus comme parfaitement adaptés pour la construction d'infrastructures adéquates.
Dans un premier temps a été aménagée l'A46 surnommée contournement est de Lyon (ce serait le deuxième si l'on prend en compte le périphérique intra-urbain du boulevard Laurent Bonnevay). Mise en service en 1992 entre Anse au nord et Chasse-sur-Rhône au sud elle serre de près le noyau dur de l'agglomération. Plusieurs échangeurs la rendent accessible à l'automobiliste dans la traversée du Velin. Un troisième contournement est en service depuis 2011 entre Miribel et Saint-Laurent-de-Mure. Il est conçu à la fois pour la desserte de l'aéroport Saint-Exupéry pour la clientèle en provenance du quart nord-est de la région et pour celle qui veut s'épargner la traversée de l'agglomération en direction des Alpes et de l'Italie grâce à son raccord avec l'A43.

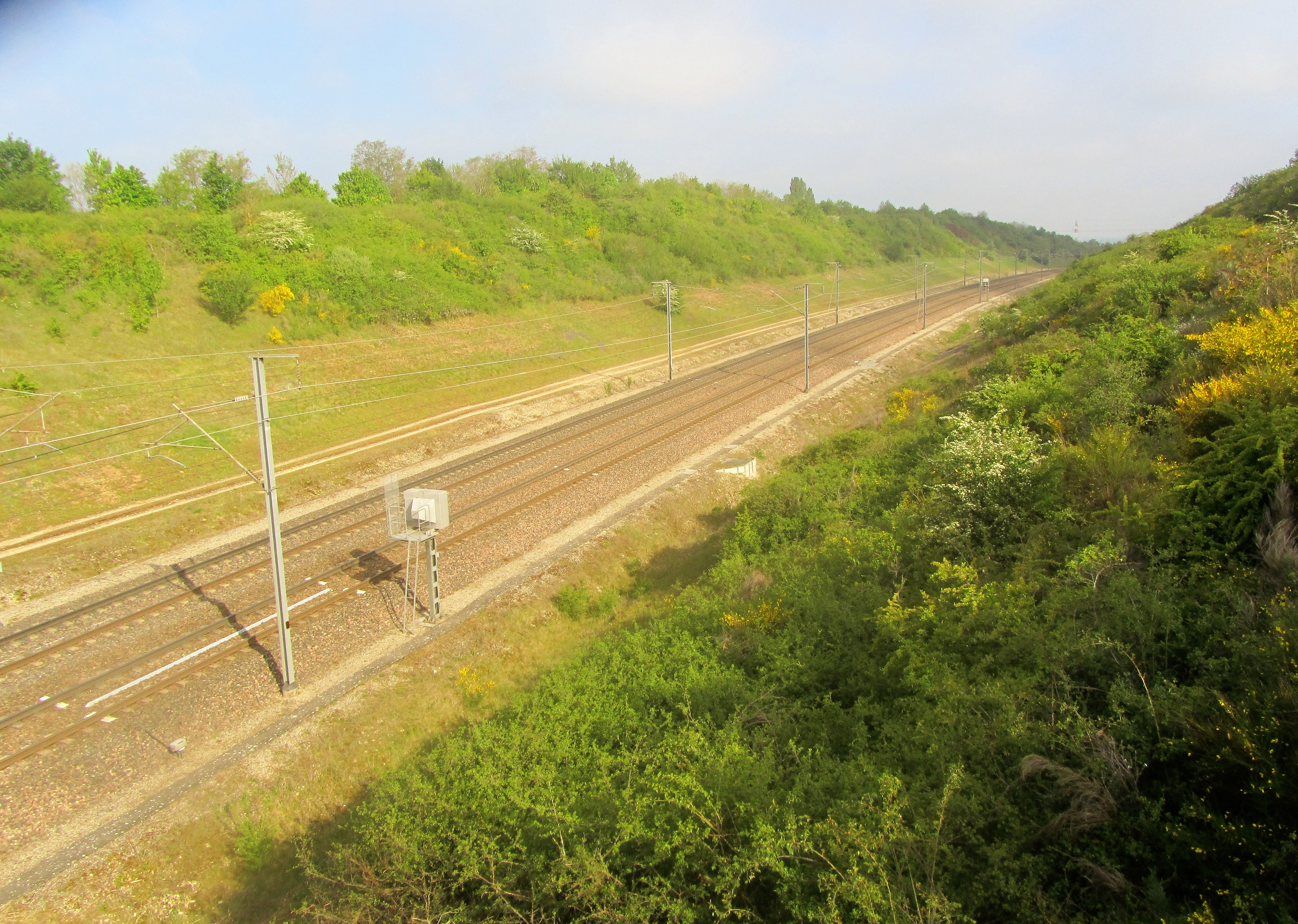
Tranchée du TGV vers Marseille sur la commune de Grenay

Le problème de l'évitement de Lyon s'est posé également pour les liaisons ferroviaires lorsqu'a été entrepris la construction du TGV en direction de Marseille. Cet évitement était indispensable car le ralentissement dans la traversée de l'agglomération lyonnaise aurait nui à la rapidité de la liaison. Par un choix très judicieux, il a été décidé de faire coïncider desserte ferroviaire et desserte aéroportuaire : la gare commune serait établie au droit de l'aéroport Saint-Exupéry. Sa structure en béton coiffé de métal due à l'architecte espagnol Santiago Calatrava Valls marque le paysage du Velin par sa forme élevée imitant le vol d'un oiseau à son envol. On a fait coïncider sa mise en service avec l'ouverture des Jeux olympiques d'Albertville à l'hiver 1992. Mais l'inauguration officielle a été effectuée par le premier ministre Édouard Balladur en 1994. La relation avec Lyon est assurée par le tram-train Rhônexpress depuis le 9 août 2010.
S'agissant des transports aériens, il ne s'est plus agi d'un contournement de l'agglomération lyonnaise mais d'un déplacement vers l'est. Pendant la guerre de 1914-18, un aérodrome d'essai avait été construit à Bron, au plus près de la ville. Son fonctionnement véritable datait du début des années 1920. Il avait été modernisé à diverses reprises, doté d'une aérogare moderne en 1930, entièrement reconstruite en 1959, et d'une piste en mesure d'assurer sa fréquentation par les longs-courriers en prévision des J.O. d'hiver de Grenoble de 1968. Mais il avait été débordé par l'urbanisation, comme Le Bourget en région parisienne. On ne s'accommodait plus de ses nuisances sonores et son agrandissement s'avérait impossible. C'est pourquoi a été décidé son transfert à 25 kilomètres à l'est de la ville de Lyon. L'aéroport de Bron n'était pas supprimé mais spécialisé dans le rôle d'aéroport d'affaires (il est aujourd'hui par son trafic le quatrième de France dans cette catégorie).
Lors de son inauguration en 1975 par le président Giscard d'Estaing, le nouvel aéroport portait le nom de Satolas. L'ancienne forêt de Planaise a fourni ses espaces parfaitement plats sur 2 000 ha dont 900 en réserves pour des pistes dont la plus longue est de 4 kilomètres ; les terminaux aujourd'hui au nombre de trois ; 4 parkings pour 14 000 voitures ! Le trafic a atteint les 10 millions de passagers en 2017. Il porte depuis l'an 2000 le nom de Saint-Exupéry, célèbre aviateur et écrivain natif de Lyon. Ce nouveau baptême a été d'autant mieux accepté que cet aéroport a été construit en réalité sur la commune de Colombier-Saugnieu et non de Satolas.

#### Une identité perdue

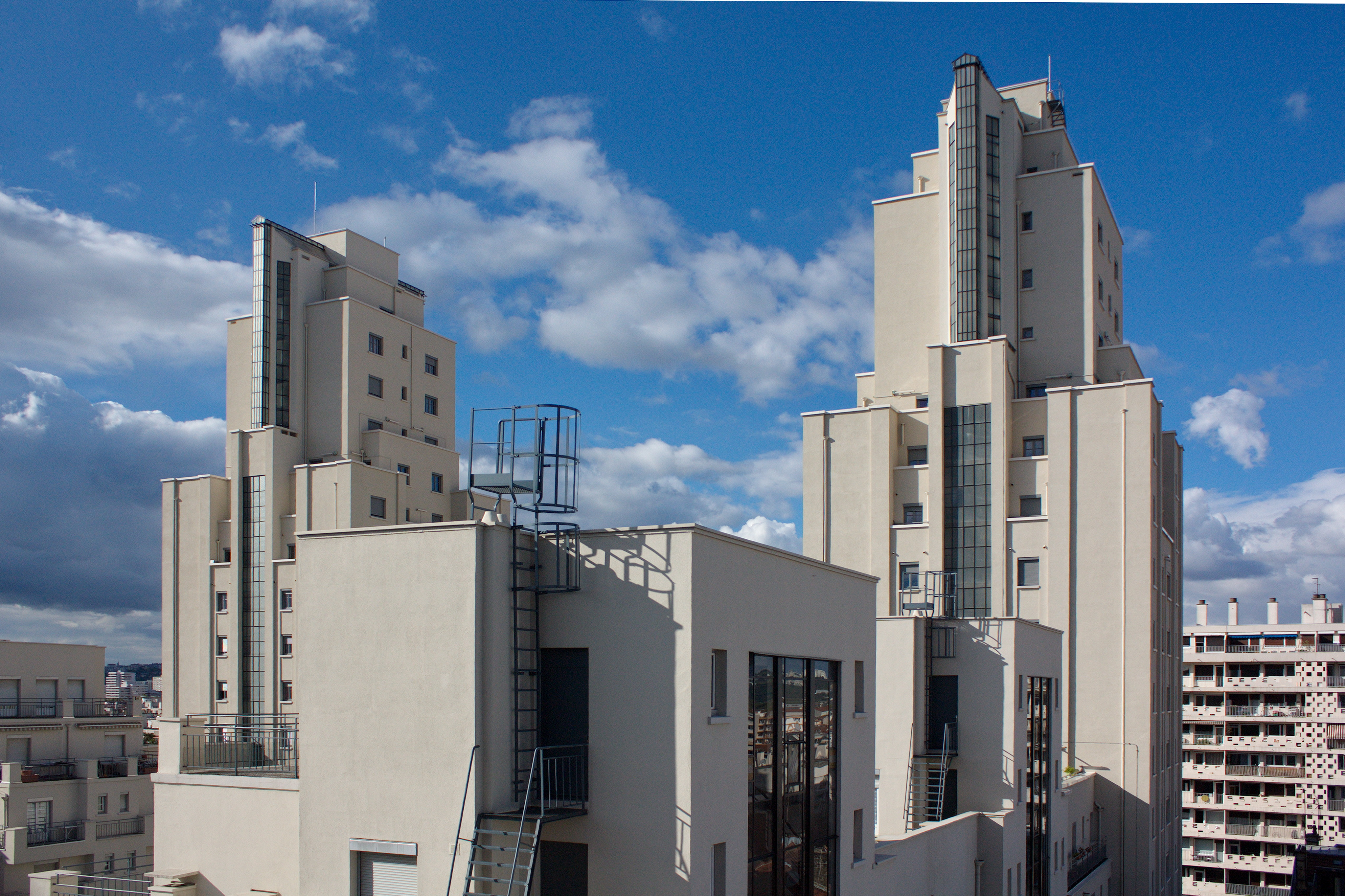
Gratte-ciel à Villeurbanne, construits au début des années 1930.

Les transformations dont le territoire du Velin a été le théâtre depuis les débuts de la révolution industrielle l'ont à ce point transformé qu'il en a perdu son identité. On peut toutefois établir une distinction. Toute la frange nord-occidentale fait maintenant partie intégrante de l'agglomération lyonnaise. Amorcée dès la fin du XVIIIe siècle avec la construction du pont Morand, l'urbanisation n'a cessé de progresser jusqu'au milieu du XXe siècle avec l'industrialisation, quand ont été édifiées les grandes cités ouvrières et l'ensemble des gratte-ciel à Villeurbanne.
Le mouvement s'est encore accéléré pendant les Trente Glorieuses avec la construction des ZUP des Minguettes à Vénissieux et de Vaux la Grande-Île. Le paradoxe est que c'est dans cette frange occidentale que se trouve Vaulx-en-Velin, la seule commune dont le nom perpétue le souvenir de la contrée rurale multiséculaire. C'est là également que sont le plus représentées les populations immigrées sans attaches avec l'antique paysannerie. En additionnant aux arrondissements de Lyon de la rive gauche du Rhône la population des huit communes qui font corps avec eux par la continuité du bâti, on peut compter aujourd'hui environ 700 000 habitants.
Quand on s'en éloigne pour découvrir les champs cultivés coupés de forêts résiduelles et charcutés par les réseaux de transports, on entre dans le monde rurbain. Il n'est pas une seule des communes dont le noyau central aux demeures anciennes et repérable de loin par le clocher de leur église ne soit cerné par la marée des lotissements.
La mutation est d'autant plus spectaculaire que cette campagne n'avait cessé de se dépeupler jusqu'au milieu du XXe siècle. Ces 19 communes totalisaient 18 975 habitants au recensement de 1846, date à laquelle on fait généralement correspondre le début de l'exode rural en France. Exactement un siècle plus tard, au recensement de 1946, ils n'étaient plus que 14 148, soit un déficit de l'ordre de 25 % ! La population de ces communes atteint en 2015 le chiffre de 139 994 soit une multiplication par dix ! Beaucoup de familles, attirées par les coûts modérés du foncier ont ainsi choisi un cadre campagnard pour y édifier des villas aux couleurs claires souvent entourées de jardinets. Mais les emplois sont toujours concentrés dans l'espace métropolitain vers lequel se dirige chaque matin le flot des migrants-alternants. Beaucoup moins nombreux sont les citadins du cœur de la métropole venus se ressourcer sur le réseau des sentiers de randonnée, s'adonner à la pratique du golf ou allant vers un meeting aérien sur le petit aérodrome de Corbas, le temps d'un dimanche. Mais citadins et rurbains ne communient plus dans le souvenir de l'antique contrée du Velin dont la personnalité a été est dissoute au fur et à mesure de l'urbanisation.